# Hổ vồ người

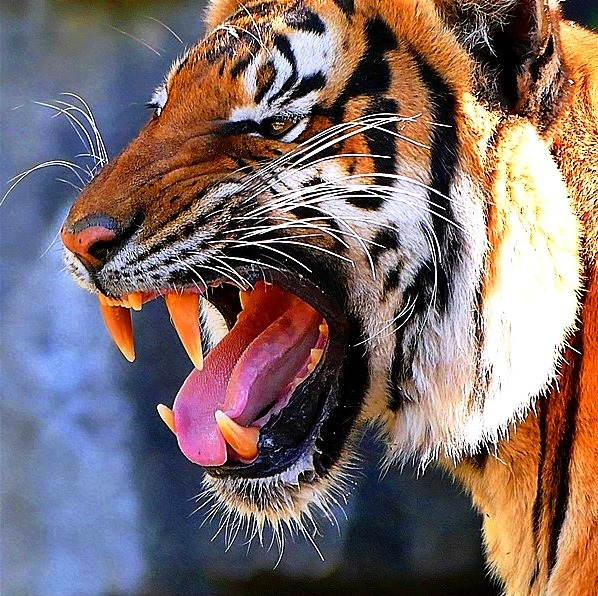
Một con hổ dữ

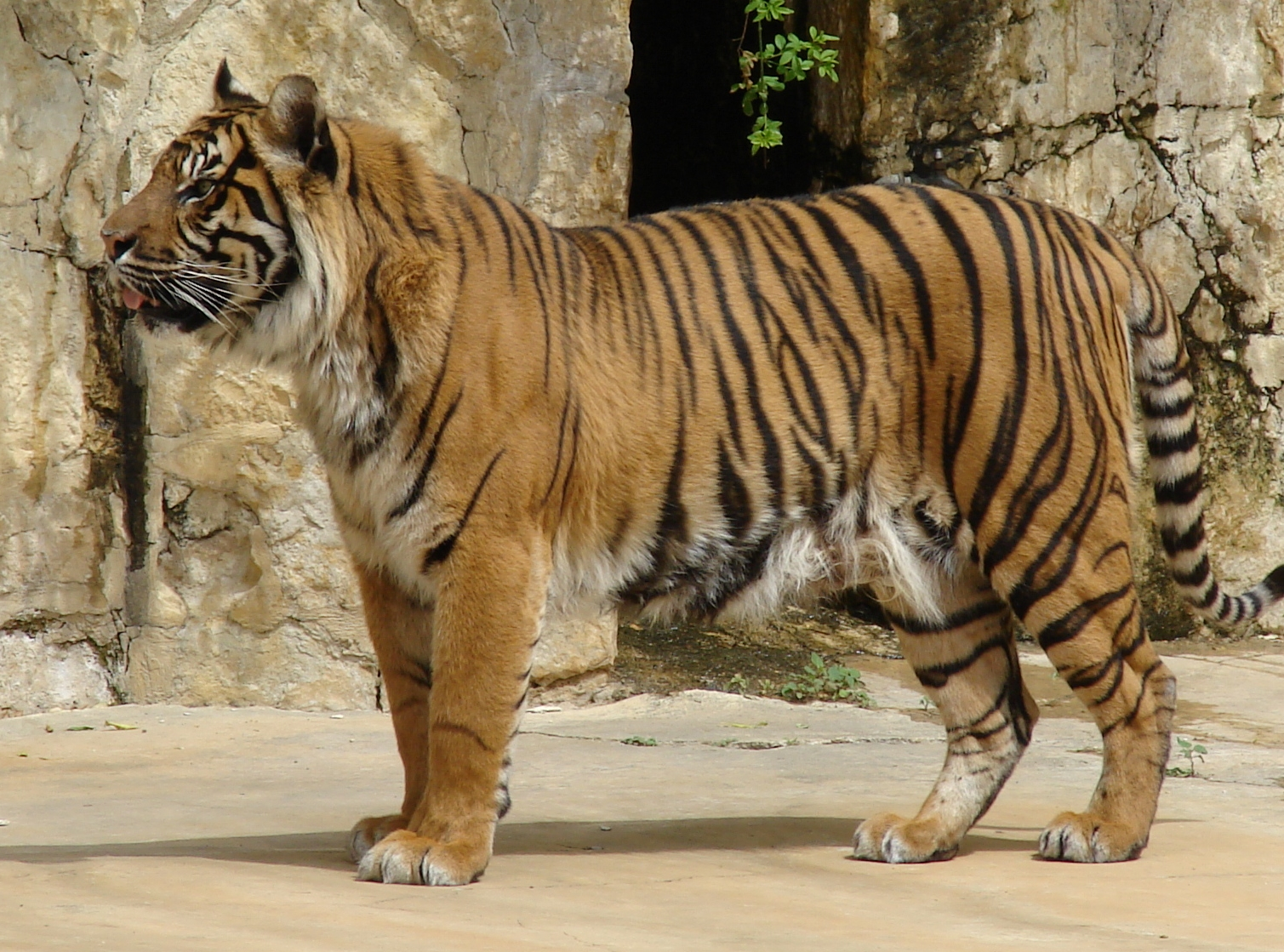
Một con hổ Sumatra, chúng là phân loài hổ có thể hình nhỏ nhất nhưng lại hung hăng và tích cực tấn công con người

Hổ vồ người (hay hổ vồ chết người hoặc là hổ cắn chết người, hay còn được biết đến là hổ ăn thịt người) là sự việc những vụ hổ tấn công con người với nhiều nguyên nhân và các trường hợp khác nhau.
Đây là một hình thức cực đoan và cực điểm của việc xung đột giữa con người và động vật hoang dã. Việc hổ tấn công con người đã được ghi nhận từ lâu trong lịch sử đặc biệt là đối với các nước châu Á nơi phân bố của loài hổ. Nhiều sự kiện đã đi vào văn hóa dân gian của các nước như một nỗi ám ảnh khiếp đảm đến mức nhiều vùng miền có tục thờ hổ vì sợ bị hổ dữ làm hại. Ngày nay, nhiều vụ việc hổ tấn công con người do những sự cố, tai nạn xảy ra trong các vườn thú, rạp xiếc gây ra những vụ việc nổi cộm gây kinh hoàng trong dư luận nhất là khi hầu hết các nạn nhân phải chịu kết cục tử vong khi vụ việc tấn công xảy ra.
Những thống kê cho thấy hổ là con vật tấn công và gây thiệt mạng cho loài người nhiều hơn bất kỳ loài mèo lớn nào khác. Người ta ước tính rằng ít nhất đã có 373.000 người bị thiệt mạng do hổ vồ từ giai đoạn năm 1800 đến năm 2009. Phần lớn các cuộc tấn công xảy ra ở Nam Á và Đông Nam Á, ở Đông Nam Á, các cuộc tấn công giảm dần sau khi đạt đỉnh trong thế kỷ XIX, nhưng các cuộc tấn công ở Nam Á vẫn ở mức cao, đặc biệt là ở Sundarbans, tại đây hàng năm các con hổ đã vồ và giết chết khoảng 50 đến 250 người. Chỉ tính riêng giữa năm 1876 và năm 1912, những con hổ giết chết 33.247 người ở Ấn Độ lúc này là thuộc địa của Anh. những số liệu đó đã khiến cho hổ được coi là loài giết người ghê rợn nhất. Hổ cái Champawat là một con hổ cái Bengal đã giết và ăn thịt tới 436 người dân ở vùng biên giới Ấn Độ - Nepal, tạo kỷ lục là động vật ăn thịt người nhiều nhất từng được ghi nhận trong lịch sử

## Nguyên nhân

### Tập tính hung dữ

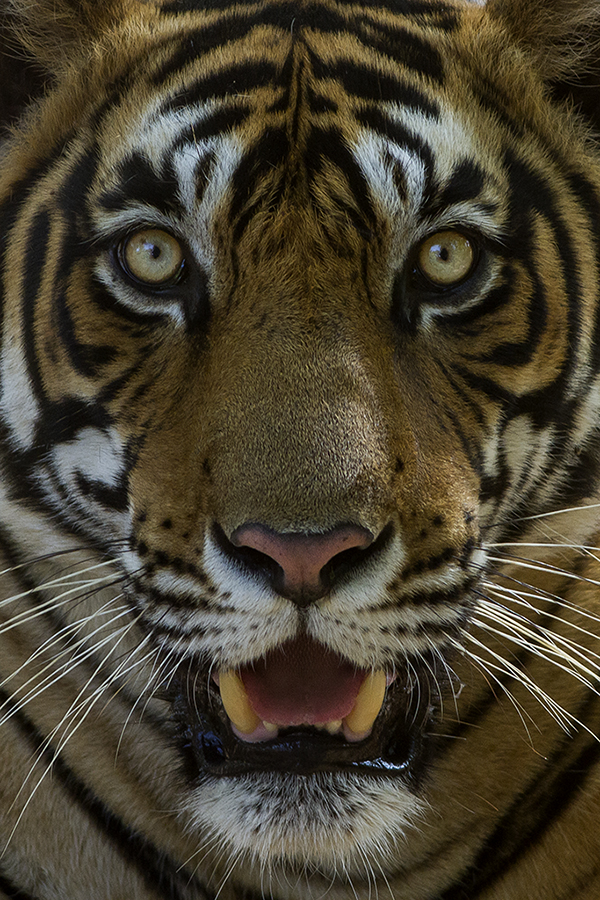
Hổ là loài tấn công và ăn thịt con người nhiều nhất trong tất cả các loài mèo lớn

Việc vồ người bắt nguồn do tập tính vốn có của loài hổ. Vì bản chất, hổ là một loài thú dữ với đặc trưng là tính hung hãn, tính gây hấn rất cao và dễ bị kích động cho nên nếu một con người đến quá gần và làm bất ngờ một con hổ đang ngủ hoặc một con hổ đang ăn (đặc biệt là nếu nó là một con hổ cái với đàn con của mình) thì một con hổ có thể tấn công ngay lập tức và giết chết tươi ngay người đó Không giống như những loài khác, hổ hiếm khi đi vào lãnh địa con người. Hầu hết các vụ tấn công người đều diễn ra giữa ban ngày khi nạn nhân lỡ bước vào lãnh địa của loài hổ, và có thể nói, loài hổ thường hiếm khi chủ động tấn công con người và đa phần các trường hợp bị hổ giết chết là do nạn nhân đi lạc vào khu vực sinh sống của chúng. Trong ít nhất một trường hợp được ghi nhận, một con hổ cái với đàn con của mình đã giết chết 8 người đi vào lãnh thổ của nó nhưng không ăn thịt họ.
Hổ cũng có thể tấn công con người trong trường hợp "nhận dạng nhầm" (ví dụ, nếu con người đang cúi mình và quay lưng trước mặt chúng trong khi kiếm củi, hoặc cắt cỏ trong rừng) và đôi khi là do một khách du lịch đến quá gần. Một số người cũng khuyên không nên đi xe đạp, hoặc chạy trong khu vực nơi hổ sinh sống để không kích động bản năng săn đuổi mồi của chúng. Peter Byrne đã kể về một người đưa thư ở Ấn Độ, người đã làm việc này bằng cách đi bộ trong nhiều năm mà không gặp vấn đề gì với hổ, nhưng đã bị một con hổ đuổi theo tấn công ngay sau khi anh ta bắt đầu đi xe đạp cho công việc của mình. Có khoảng 85 hoặc ít hơn số người bị giết và bị thương bởi hổ mỗi năm. Những cái chết và thương tích này không phải tất cả là do chủ ý của hổ; nhiều vụ việc chỉ là tình cờ. Các sự cố liên quan đến cái chết hoặc thương tích được báo cáo cùng nhau trong các số liệu thống kê, theo báo cáo của BBC. Lý do cho nhiều vụ hổ giết và thương tích cho con người là do các sự cố hiếm gặp tại các sở thú, hoặc do những con hổ ăn thịt người ở Ấn Độ - một hiện tượng được cho là kết quả trực tiếp của sự thành công vượt bậc của các dự án bảo tồn ở Ấn Độ dành cho hổ.
Trong điều kiện nuôi nhốt, tuy bị giam cầm trong các vườn thú nhưng hổ không hề mất đi tính hoang dã và hung dữ, và đã có không ít thông tin về các vụ hổ nuôi tấn công giết chết người tại các vườn thú. Tuy nhiên, mặc dù là một con thú mạnh mẽ và táo bạo như vậy nhưng tính khí của hổ lại ưa thích sự trầm lặng, sống một mình và đi khắp núi rừng. Hổ ít tấn công người vì chúng không hiếu chiến như báo hoa mai, nhưng về bản tính thì hổ là loài vật hung hãn, có tập tính lãnh thổ cao và là động vật nguy hiểm, cho nên cũng có những con hổ liều lĩnh và những tai họa khủng khiếp đó mà hổ đã trở thành một con vật được sùng bái ở nhiều nơi.

### Bị thương, mất sức, tàn tật
Trong một số trường hợp, hổ thay đổi chế độ ăn uống tự nhiên của mình và trở thành một kẻ ăn thịt người. Điều này thường được cho là do hổ bị mất khả năng săn mồi vì vết thương do đạn bắn hoặc lông nhím đâm, hoặc một số yếu tố khác, chẳng hạn như vấn đề sức khỏe hoặc khuyết tật. Điều này ảnh hưởng đến khả năng săn mồi của hổ, nó khó có thể săn bắt được những con mồi hoang dã nhanh nhẹn mà thay vào đó đã chọn đối tượng là con người vốn chậm chạp và yếu ớt hơn. Trên thực tế, thịt người không phải là món ăn hạp khẩu vị của hổ, con mồi chủ yếu của nó là các loài động vật móng guốc như nai, hoẳng, mển, hươu đốm, sơn dương, bò tót, trâu rừng, heo rừng. Tuy nhiên, hầu hết những con hổ ăn thịt người đều rời khỏi môi trường sống thông thường của chúng để vào một khu vực có con người, sau đó bắt đầu rình rập và săn người để ăn thịt họ. 
Trên thực tế, hầu hết những con hổ chỉ tấn công con người trong trường hợp khan hiếm nghiêm trọng về nguồn thức ăn. Dù rất phàm ăn, hổ thường cảnh giác với con người và thịt người không phải là sự ưu tiên trong khẩu phần của loài hổ. Nói cách khác, con người không phải là con mồi ưa thích của hổ, và ngay cả khi xâm nhập khu dân cư thì chúng sẽ ưu tiên tấn công gia súc thay vì con người nếu có thể. Mặc dù vậy, con người dù sao cũng là con mồi dễ dàng nhất đối với hổ, đặc biệt là khi thực phẩm đã khan hiếm. Chính vì vậy những con hổ hay ăn thịt người thường là những con hổ già, ốm yếu, bị gãy răng, cùn móng hoặc bị thương, bị tật. Một trường hợp khám nghiệm tử thi của một con hổ cái đã ăn thịt người cho thấy có trường hợp con hổ có đến hai răng nanh bị gãy, bốn răng cửa bị mất và một cái răng lỏng lẻo trên nướu. Con hổ này đã tấn công một người thợ.
Đối với các con hổ già yếu, tàn phế thì tính khí trở nên liều lĩnh nhưng cũng thận trọng và khôn ngoan hơn. Cạnh tranh lãnh thổ buộc một số con hổ phải rời khỏi chốn rừng sâu, đặc biệt là những con hổ mới lớn đang tìm cách thiết lập lãnh thổ cho riêng mình, và cả những con hổ già yếu bị những đồng loại trưởng thành khỏe mạnh hơn đẩy ra khỏi lãnh địa cũ của chúng và phải đi tìm thức ăn trong tuyệt vọng. Những con hổ này sẽ tràn xuống nơi có con người sinh sống, bởi ở đó có gia súc. Chúng giết chết và ăn thịt vật nuôi của con người, vả đôi khi chính người dân ở đó.

### Thói quen

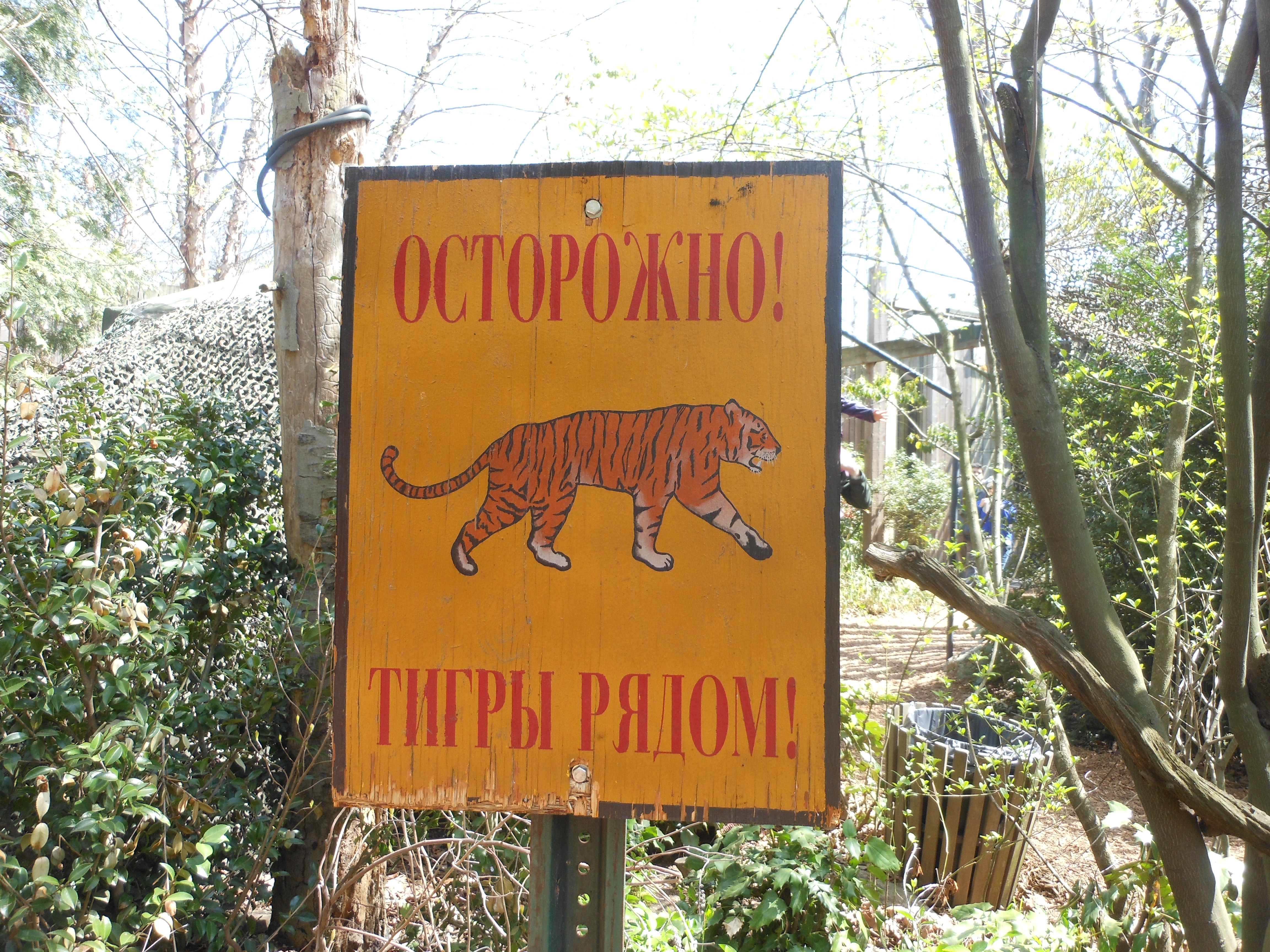
Một biển cảnh báo về sự hiện diện của hổ Siberia tại một vùng hoang dã ở Nga. Biển ghi chú là "Cảnh báo! Có hổ sống gần đây" theo tiếng Nga.

Hương vị thịt người có thể khơi gợi cho hổ khi chúng ăn những xác chết của con người được hoặc chưa chôn cất và từ đó tạo ra thói quen săn con người. Trong hai cuộc chiến tranh Đông Dương và chiến tranh Việt Nam, những người lính đã trở thành nạn nhân của những con hổ thèm thịt người vì nó đã được thưởng thức hương vị qua những cái xác chết trên chiến trường theo kiểu này. Người dân vùng Quỳnh Nhai kể rằng, sau mỗi cuộc giao tranh, lính Pháp, lính da đen cùng với bộ đội và dân thường chết trận rất nhiều. Để tránh bị thú ăn xác, người ta phải đào sâu tới 3 m, rồi vùi xác, lấp bằng đá, tuy nhiên, hầu như xác chết đều bị hổ dữ ăn thịt trước khi quân đội hai bên rút đi. Sau mỗi trận càn, xác chết rất nhiều, nhưng hôm sau, người dân tìm vào rừng gom xác, chỉ còn thấy quần áo rách rưới, súng ống, máu me và xương người. Hổ còn đào bới xác người được chôn dưới đất lên để ăn thịt. Tại làng Thủy Ba, khi người làng mới mai táng người chết xong vào buổi chiều, đến sáng hôm sau đã thấy ngôi mộ bị đào bới, nham nhở vết chân hổ, tại huyệt mộ đã không còn thấy xác người chết.

### Xung đột về môi trường

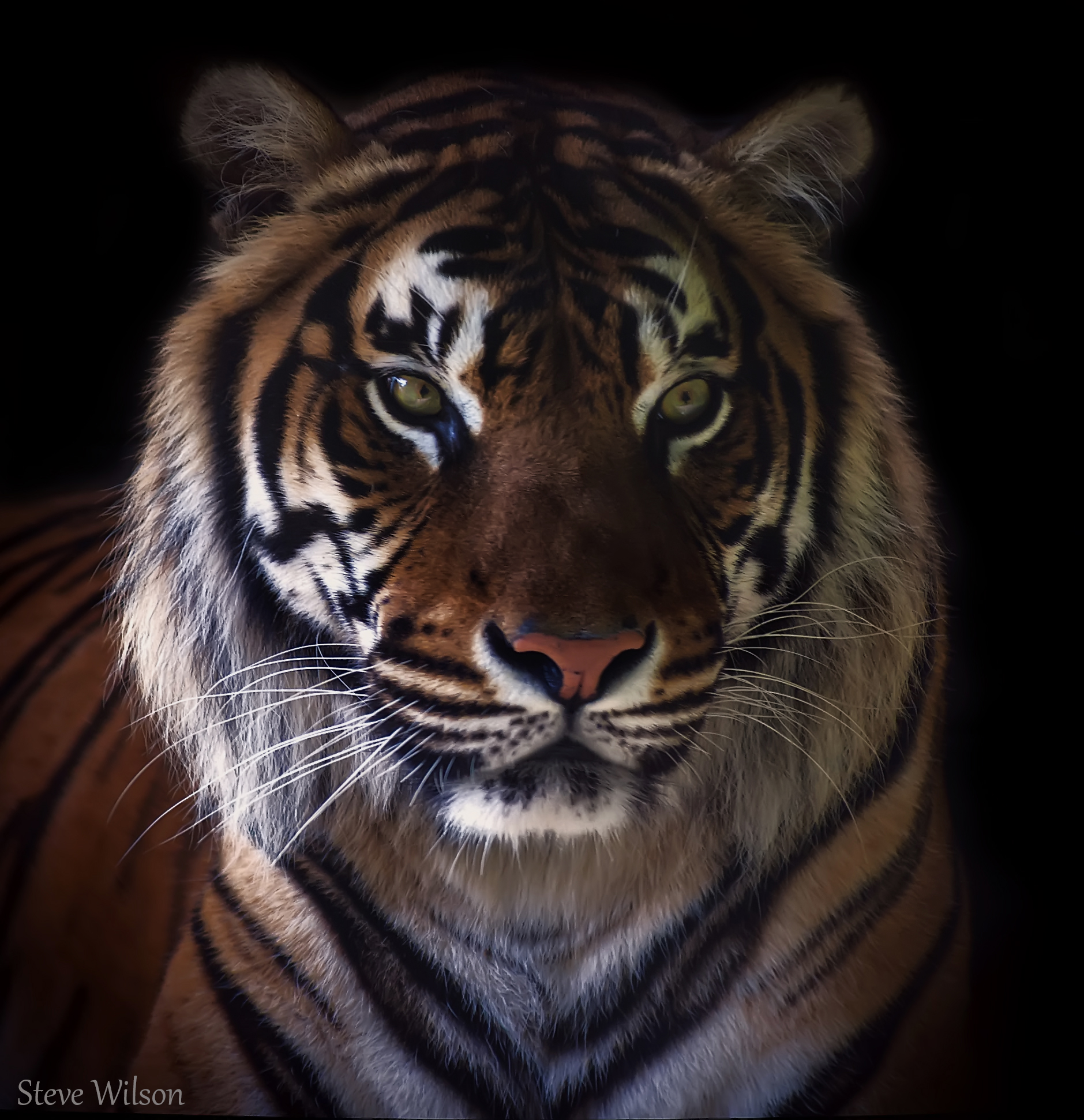
Hổ là động vật phàm ăn, khi con mồi khan hiếm, một số con hổ sẽ tấn công người

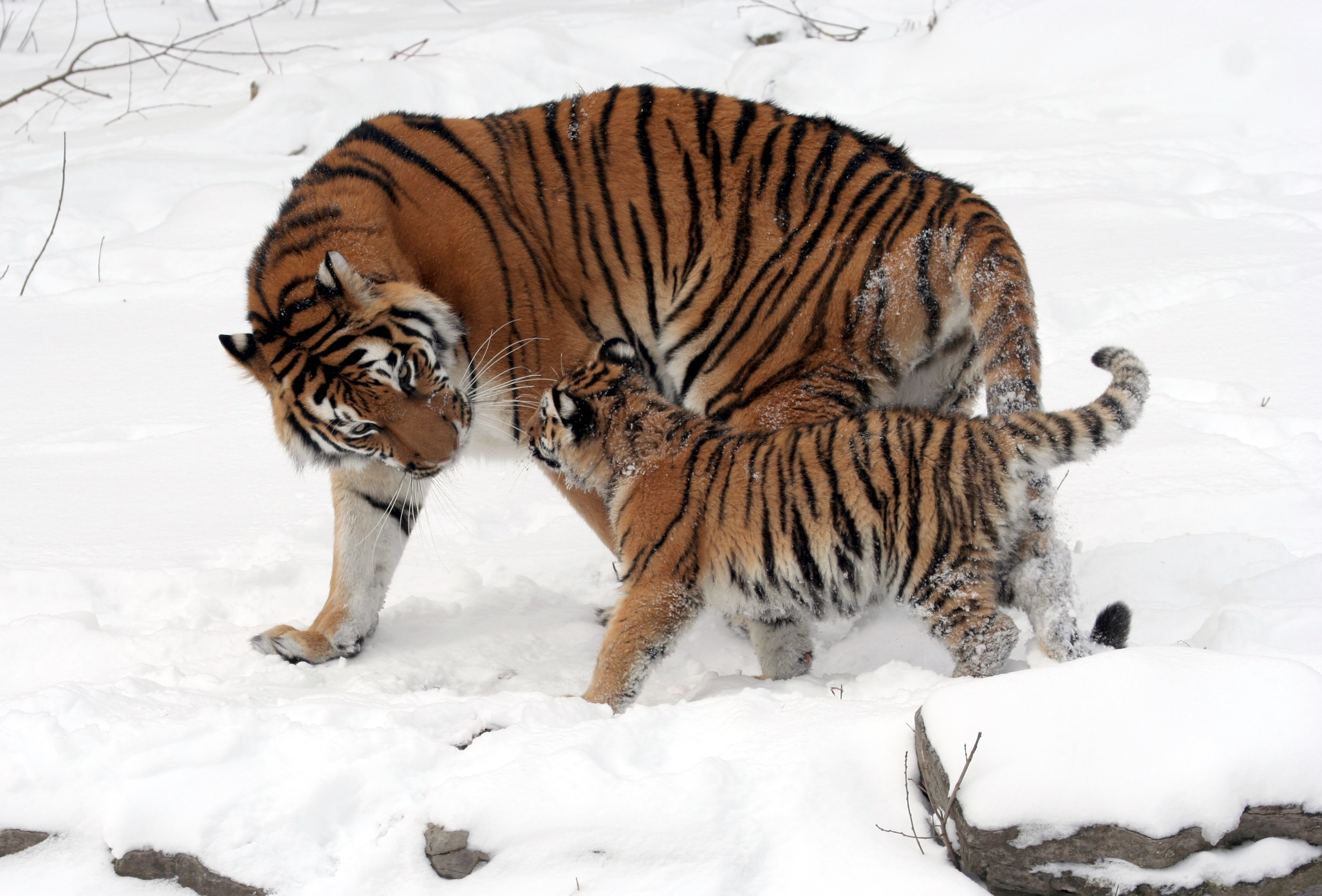
Một con hổ và đứa con của nó

Do các tác nhân về phân bố và môi trường sinh sống, những con hổ ở châu Á thường sống trong một phạm vi gần với phân bố của con người, đặc biệt là ở những vùng làng bản, sơn cước gần núi rừng. Những vụ hổ tấn công người là một vấn đề thường xuyên ở Ấn Độ, đặc biệt là trong vùng Kumaon, Garhwal và các đầm lầy ngập mặn ở Sundarbans. Ở Ấn Độ, hàng triệu người nghèo phải kiếm ăn trong các khu rừng hay trên những con sông, nơi thú dữ luôn rình rập. Tại vườn quốc gia Sundarbans, một trong những khu bảo tồn loài hổ Bengal lớn nhất thế giới, dù những con hổ được cho đã giết chết 50-60 người ở đây hàng năm, tuy nhiên người dân xung quanh vẫn mạo hiểm xâm nhập vào khu vực này để thu hoạch củi, đánh cá kiếm tiền.
Bên cạnh đó, nhiều trường hợp hổ ăn thịt người do nhiều nguyên nhân, mà chủ yếu là vì khan hiếm thức ăn và bị mất địa bàn sinh sống, do tốc độ khai hoang ngày càng được đẩy mạnh, dẫn đến môi trường sống của loài hổ ngày càng bị thu hẹp. Trung tâm nghiên cứu động vật hoang dã ở Bangalore cho thấy số lượng hổ ở Ấn Độ đã suy giảm tới 67% trong khoảng thời gian 100 năm. Và nhiều loài động vật là con mồi của chúng như hươu và bò tót cũng sụt giảm ở mức độ tương tự. Nói cách khác, chính con người đang cạnh tranh nguồn thức ăn với hổ, và vì hoạt động săn bắt quá mức đẩy hổ vào nguy cơ suy giảm số lượng. Như một lẽ thường tình, khi môi trường sống càng bị thu hẹp, xung đột trở thành thứ không thể tránh khỏi. Chẳng hạn như con người và động vật hoang dã đụng độ nhau ngày càng nhiều ở Indonesia do nạn phá rừng lấy gỗ và lấy đất trồng cọ, phần lớn là động vật thua cuộc. Chính nạn phá rừng và săn thú bừa bãi đã dẫn tới một hậu quả nghiêm trọng là hổ Sumatra tấn công người liên tục ở Indonesia. Trong tự nhiên, lãnh địa bất khả xâm phạm của chúng có thể lên đến 4.000km2 Ở Huế, thời điểm hổ hoành hành dữ dội nhất là khoảng ba tháng cuối năm. Thời gian này, động vật trong rừng bắt đầu ngủ đông. Thức ăn khan hiếm buộc hổ phải ra khỏi rừng, liều lĩnh nhằm vào các chuồng trâu bò, vật nuôi tại các gia đình để săn mồi.

### Tính phàm ăn
Hổ là loài động vật rất phàm ăn, chúng có nhu cầu tiêu thụ thức ăn hàng ngày rất lớn. Hổ Bengal thường săn những con vật nặng trên 45 kg (100 lb), mặc dù nếu quá đói và khan hiếm con mồi, chúng có thể ăn thịt bất kỳ con vật nào có thể ăn được. Những ước tính cho thấy, trung bình hổ ăn từ 3 đến 6 kg thịt trong một ngày và ước tính trung bình mỗi năm, một con hổ cần săn được 50 con hươu hoặc lợn rừng để cung cấp đủ nguồn thực phẩm cho sự tồn tại của chúng. Có nghĩa là một quần thể hổ sẽ cần ít nhất 500 con mồi để có thể duy trì sự sống. Một con hổ cũng có thể ăn tới 20–30 kg một ngày và có thể nhịn ăn khoảng vài ngày (phần còn lại chúng sẽ đem giấu và sẽ trở lại ăn cho đến khi hết con mồi), trong đó hổ Bengal có thể ăn tới khoảng 30 kg (66 lb) thịt một ngày. Trong điều kiện nuôi nhốt, trung bình mỗi ngày hổ ăn hết khoảng 5–7 kg thịt các loại như thịt lợn, thịt gà, thịt bò (nhiều vườn thú cho hổ ăn 5 kg thịt một ngày, trong đó, có 4 kg thịt bò bắp, hoặc thăn và 1 kg sườn lợn, nếu hổ đến giai đoạn hổ trưởng thành thì có thể cho ăn các loại đầu, chân, cánh gà). Một con hổ có kích thước trung bình khi đói có thể ăn tới 27,2 kg thịt mỗi bữa, mỗi ngày, một con hổ trưởng thành ăn 10 kg thịt bò. Mặc dù có nhu cầu thực phẩm rất lớn nhưng bản thân hổ có tỷ lệ đi săn thành công lại rất thấp, trung bình cứ 20 chuyến đi săn mồi mới được một lần thành công do đó khi môi trường bị thu hẹp, thức ăn khan hiếm thì con người chính là con mồi lý tưởng trong sự lựa chọn của hổ.

## Phương thức

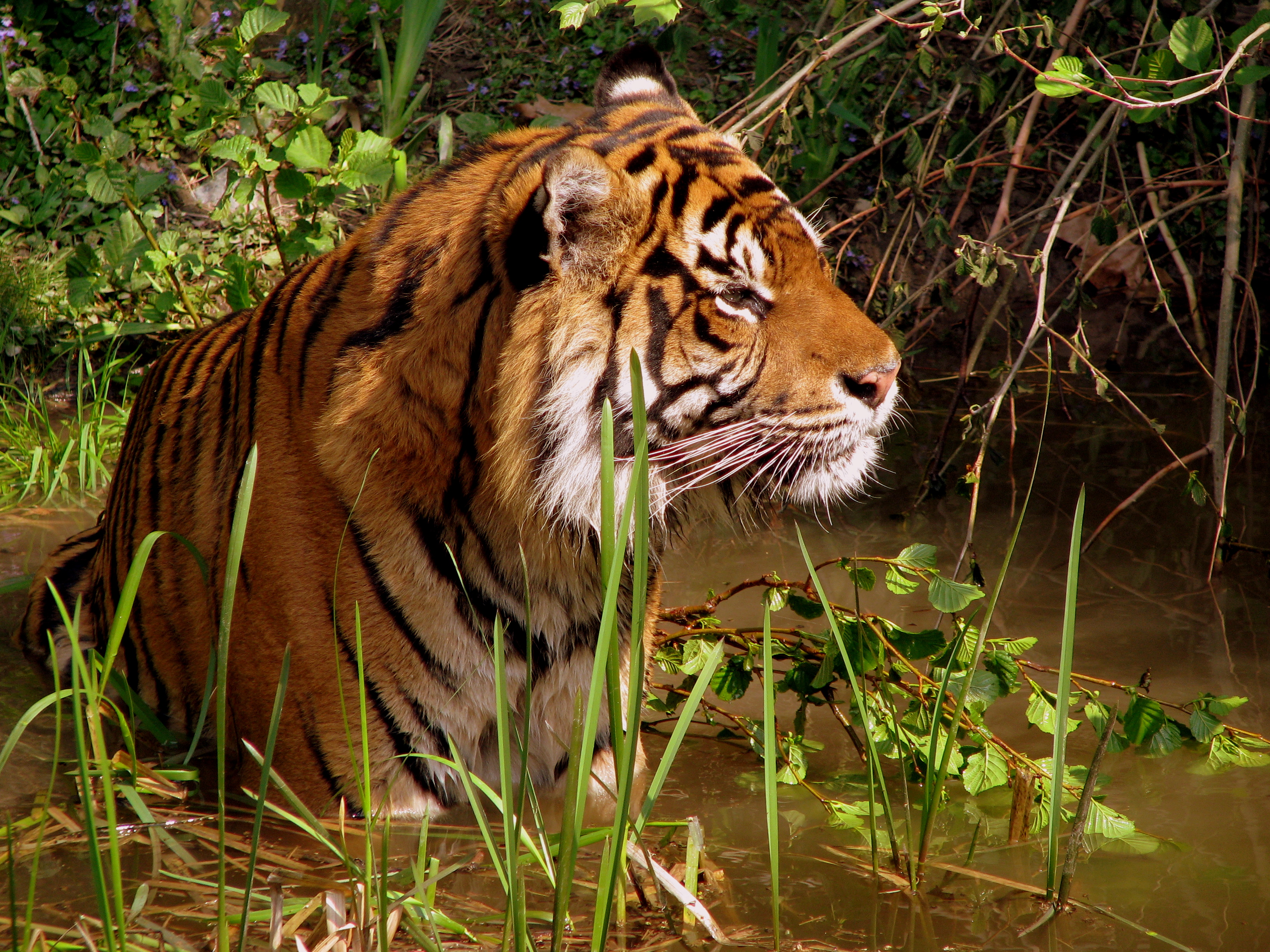
Một con hổ đang âm thầm rình mồi

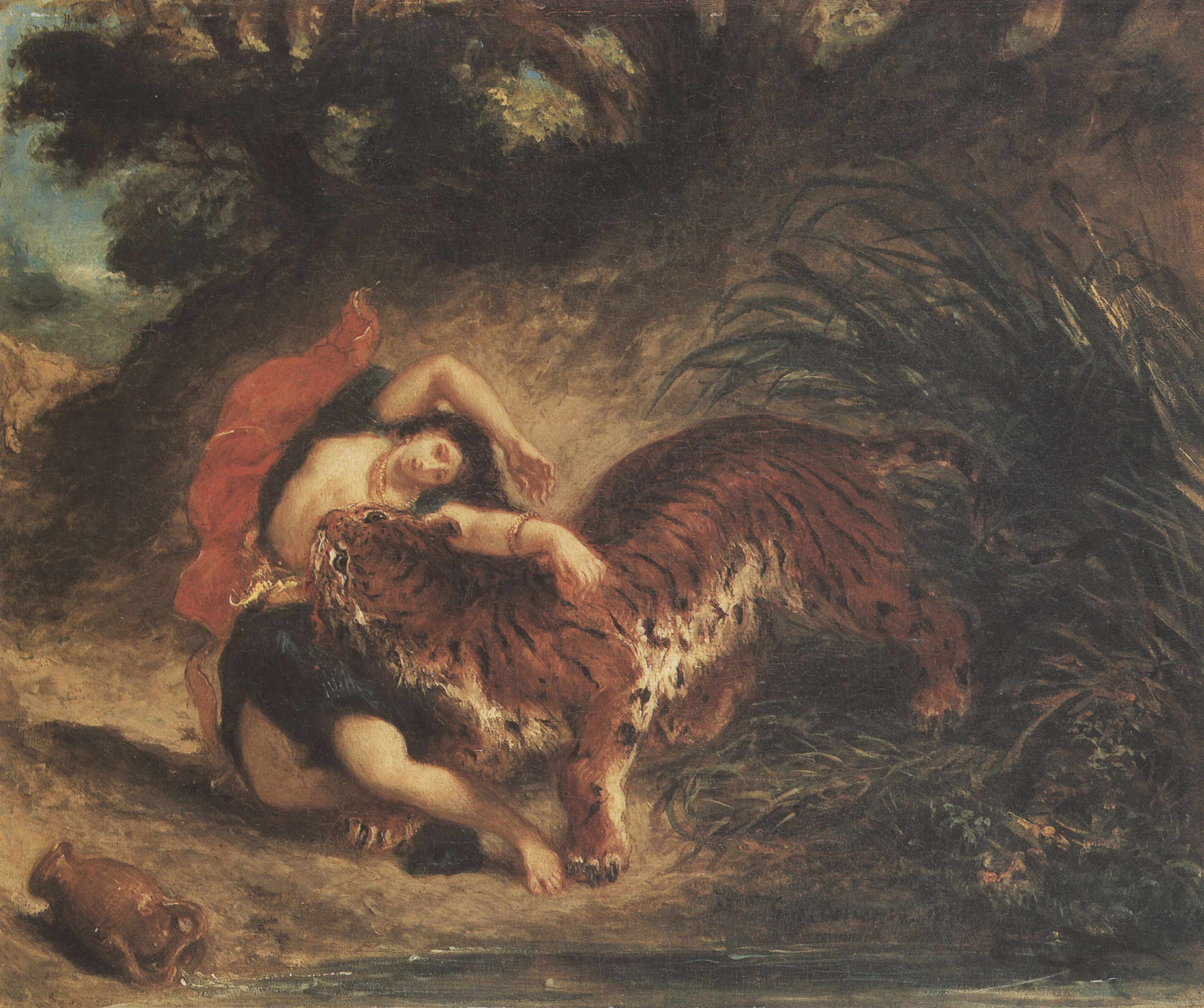
Họa phẩm về cảnh một con hổ đang vồ một nữ nạn nhân

Về chiến thuật săn mồi, hổ thường tiếp cận con mồi một cách rón rén, tận dụng những thân cây, bụi rậm, mỏm đá để ẩn mình. Hổ hiếm khi rượt đuổi con mồi từ xa dù chúng có thể chạy nhanh đến 65 km/h trong cự ly ngắn. Chúng di chuyển một cách cẩn trọng và nhẹ nhàng không gây ra tiếng động, êm như con mèo, ép sát thân xuống đất để con mồi khó phát hiện được. Khi áp sát con mồi thì hổ lao đến một cách rất nhanh để vồ mồi. Hổ khống chế con mồi từ mọi góc độ, trong đó có hai phương pháp chính là tấn công từ đằng sau và cắn vào cổ để làm gãy cột sống hoặc cắn vào khí quản của con mồi, hoặc làm tổn thương tĩnh mạch, động mạch cảnh. Đối với những loài thú nhỏ, cân nặng chưa bằng một nửa trọng lượng cơ thể của con hổ, thì chúng giết con mồi bằng cách cắn vào gáy, chúng sẽ dùng răng nanh kẹp chặt đốt xương cổ, dùng sức mạnh của hàm bẻ gãy xương cổ, tách chúng ra khỏi tủy sống. Đối với những con mồi lớn hơn, chúng thường cắn vào cổ họng và ép chặt khí quản của con mồi làm nó nghẹt thở và chết nhanh hơn, chúng được hỗ trợ bởi một hàm răng khỏe và những răng nanh sắc nhọn dài đến 90 mm (3.5 in).
Đối với việc tấn công con người, hổ không thường xuyên xâm nhập vào khu định cư của con người mà thường chọn giải pháp phục kích ở bìa rừng hoặc đường đi làm rẫy  Hổ thường phục kích bắt người lúc chập chạng tối và sáng sớm. Chúng cực kỳ tinh khôn và kiên trì, có khi nằm lỳ giả chết cả ngày chỉ để phục kích. Đối với những con hổ còn non thì chúng lại hung hăng, liều lĩnh hơn, sẵn sàng săn mồi bất kỳ lúc nào, kể cả vào ban ngày nhưng trái ngược lại, những con hổ lớn lại tỏ ra đặc biệt tinh ranh; ban ngày, chúng nằm im bất động, chờ đến tối mới bắt đầu cuộc săn mồi. Những con mồi mà hổ chọn thường được theo dõi rất kỹ. Sau khi đã xác định được mục tiêu, với một cú vồ nhanh như chớp, con mồi đã bị hạ gục mà không kịp kêu lên tiếng nào, thậm chí, dù con mồi đã phát hiện trước và bỏ chạy thì những mục tiêu hổ đã lựa chọn thì nó sẽ đuổi bắt cho kỳ được Cũng giống như trâu và bò tót, hổ rất ghét màu đỏ và dễ bị màu đỏ chi phối, chỉ cần thấy màu đỏ, hổ sẽ ngay lập tức nhào đến đối thủ. Do đó một số người khi bị hổ rượt đuổi hay dùng khăn đỏ vứt lại thì hổ sẽ chạy lại vồ xé chiếc khăn đỏ.
Thông thường những con hổ khi chọn tấn công con người thường tập kích một cách lén lút nhất là khi con người đang cúi xuống làm việc hoặc khi đang cắt cỏ và đang quay lưng lại với chúng, nhưng có thể chúng sẽ thôi ý định này khi một người đã đứng thẳng. Hổ thường tấn công bất ngờ nạn nhân từ phía sau tùy theo hướng gió thổi để tránh bị phát hiện (những con mồi của hổ thường có khứu giác rất tốt để đánh hơi những mối nguy hiểm). Hổ rất kiên nhẫn để chờ đợi điều này qua quá trình rình rập và đeo đuổi dai dẵng Thông thường hổ sẽ tấn công bất ngờ từ đằng sau, nếu con người bỏ chạy nó sẽ đuổi theo vồ, hổ luôn luôn có những cú vồ đầy chết chóc. Khi con người chống lại và đối mặt, nó sẽ gườm và thủ thế rồi lấy đà chụp mồi, nếu nó đập đuôi bên phải, sẽ phóng về bên trái, và ngược lại, vồ thẳng thì đuôi duỗi thẳng, khi hổ tấn công mục tiêu, chúng sẽ vọt tới vồ đối thủ hoặc vụt dậy tát mạnh bằng bàn chân trước, thường thì nó sẽ thực hiện một cú tát, cú tát của hổ có sức mạnh khủng khiếp đến mức có thể khiến cổ trâu, bò phải gãy, trẹo đi, hoặc làm vỡ sọ của một con gia súc, gãy lưng của một con gấu lười hay dễ dàng lấy mạng của một con sói lửa. Thường trước khi hổ tấn công, nó sẽ khom người xuống lấy tấn và phi tới, khi vồ hụt, chúng sẽ dừng ít giây chuẩn bị cho một cú vồ khác. Đòn mạnh nhất của loài hổ là vả thật mạnh vào khu vực mặt và cổ của đối phương, với nanh vuốt sắc nhọn, chiêu đòn này thường khiến con mồi bất động ngay tại chỗ.
Khi giao đấu với người có mang theo vũ khí thì hổ luôn muốn đoạt vũ khí của người rồi mới dùng chân tát một cú chí mạng hay vồ đến cắn xé. Lúc muốn đoạt vũ khí, chúng sẽ giương vuốt và chồm lên, hổ thường tấn công theo kiểu lao lên không trung rồi phóng xuống chụp mồi, nên nó rất sợ có vật nhọn giương lên trời. Trong khi chiến đấu hổ còn có một tuyệt chiêu mà giới võ học gọi là thế trâu vằng với việc con hổ khi chiến đầu thường nằm ngửa, chổng bốn chân lên trời để thế để lừa giết con mồi, nếu con người sơ ý nhảy vào tấn công là sẽ bị tấn công bằng một đòn chí mạng Hổ còn táo tợn dám tấn công cả con người khi đang cưỡi voi. Mặc dù hổ thường tránh voi, nhưng nó có thể nhảy vọt và phóc lên lưng voi để tấn công người quản tượng cưỡi trên lưng voi, nó có thể nhảy cao đến 5 m và nhảy xa đến 9 m. Nhìn chung, hổ là một dã thú nguy hiểm có một sức mạnh phi thường. Một con hổ có thể tấn công, giết chết một lúc 3-4 người đang ở tuổi thanh niên như thường.
Thậm chí những người thợ săn còn cho rằng con hổ khi trúng bẫy, dù bị vướng một chân vào dây thừng của bẫy nhưng nó hoàn toàn có thể giết người bởi móng vuốt và sức vóc to lớn của nó và những người không có kinh nghiệm sẽ bị con hổ sát hại ngay, ngoài ra, vết hổ cào rất độc, có thể khiến thịt thối rữa đi, dòi bọ lổm ngổm bò trong da. Nhiều quan niệm cho rằng loài hổ biết báo thù. Nếu ai tấn công nó, thì nó sẽ nhớ dai, thù lâu và tìm cách sát hại. Nếu ai là kẻ thù của nó, thì dù chết rồi, nó vẫn moi xác lên ăn. Các trường hợp bệnh nhân bị thú dữ, đặc biệt là hổ cắn nếu không được đưa đến bệnh viện kịp thời có thể bị sốc, nhiễm trùng nặng dẫn đến tử vong.
Thơ săn Kenneth Anderson, người đã nhiều lần diệt trừ những con hổ và báo ăn thịt người ở Ấn Độ, từng bình luận về những con hổ ăn thịt người:
"Thật phi thường khi những kẻ ăn thịt người trở nên thận trọng và thậm chí hèn nhát bằng cách luyện tập, dù là hổ hay báo. Vô tình, nó sẽ chỉ tấn công một người đơn độc, và điều đó cũng vậy, sau khi sự kiên nhẫn kéo dài và siêng năng rình rập, chúng đã tự bảo đảm rằng không ai khác ngoài con người ở ngay gần đó. Những con vật này dường như cũng có giác quan thứ 6 sắc sảo và có thể phân biệt giữa một con người không có vũ khí và một người có vũ khí cố tình theo đuổi chúng, trong hầu hết các trường hợp, chỉ khi bị dồn vào chân tường chúng mới tấn công những ai có vũ khí, trong khi chúng thông thường chủ động tránh đi để rình rập và tấn công những người không có vũ khí.

## Những ghi nhận

### Tronglịch sử Việt Nam

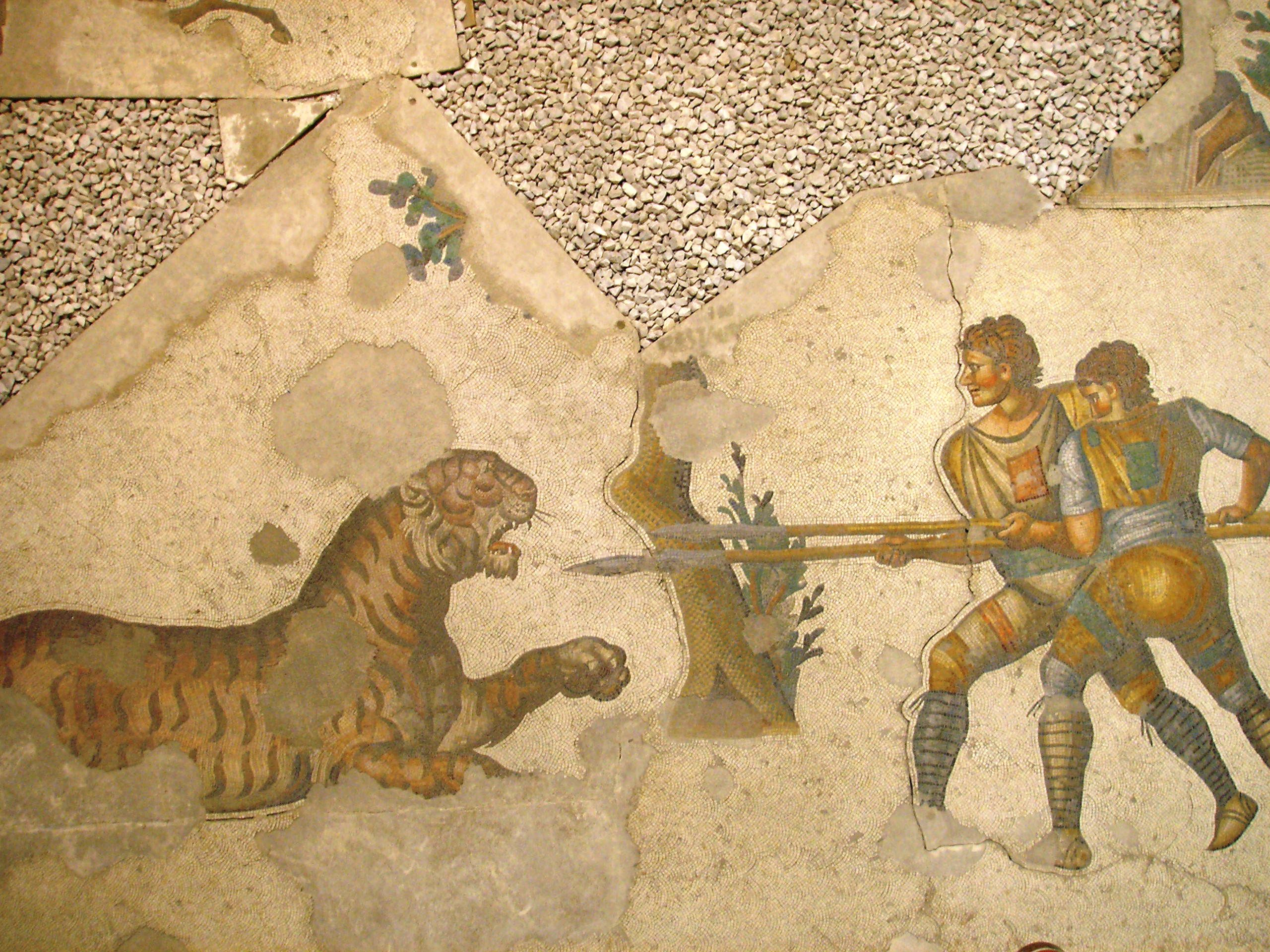
Tranh cổ mô tả cảnh hai võ sĩ giác đấu thời La Mã đang chiến đấu với một con hổ

#### Thời Bắc thuộc
Vào thời Bắc Thuộc, văn hóa người Việt còn lưu truyền câu chuyện trước đó về việc Mai Thúc Loan và Phùng Hưng đánh hổ. Mai Thúc Loan từ nhỏ khi đi kiếm củi cùng mẹ trong rừng thì phải chứng kiến mẹ ông bị hổ vồ chết. Hờn căm ngút trời, ông cầm rìu lao vào đánh nhau với mãnh thú, khiến con vật đau đớn phải bỏ chạy. Ngoài ra, ở vùng Đường Lâm thuộc tỉnh Hà Tây, có một con hổ dữ từ rừng hay về bản làng của Phùng Hưng để giết người, bắt gia súc. Để đối phó, Phùng Hưng làm hình nộm bằng rơm, cho mặc quần áo như người thật, đặt ở nơi hổ thường qua. Trong những lần đầu đi ngang qua, hổ thấy bù nhìn tưởng người nên lao vào cắn xé nhưng chỉ có cọc gỗ độn rơm. Sau nhiều lần như thế, hổ không còn chú ý tới hình nộm nữa. Một hôm trời chập choạng tối, Phùng Hưng cởi trần, thân đóng khố, trát bùn khắp người đứng thế vào chỗ hay đặt bù nhìn rơm. Khi hổ xuất hiện, hơi bùn non át hơi người nên nó không nhận ra, cứ bước qua như mọi lần. Ngay lúc đó, Phùng Hưng bất ngờ xông tới nhảy lên mình hổ, ghì chặt mãnh thú. Sau một hồi vật nhau, con hổ đuối sức. Cùng với sự trợ giúp của hai em trai, Phùng Hưng giết được con hổ dữ, trừ họa lớn cho dân làng. Câu chuyện Phùng Hưng giết hổ đã trở thành một trong những sự kiện quan trọng trong công trạng của Bố Cái Đại Vương.
Thời nhà Đinh, vua Đinh Tiên Hoàng do muốn dùng uy chế ngự thiên hạ, đã cho nuôi dưỡng nhiều con hổ trong các chuồng cũi, và đặt ra hình phạt cho hổ ăn thịt để hành quyết phạm nhân. Thời nhà Trần, Đại Việt sử ký có ghi lại sự cố diễn ra khi một con hổ đã tấn công vua Trần Nhân Tông trong một trận đấu giữa hổ và voi. Một con hổ lớn vằn đen vàng, lưng thẳng, bụng thon được quân lính khiêng một cũi sắt nữa vào chuồng đấu. Nhưng sự thực thì con hổ đã bị bỏ đói mấy hôm, khi thấy đông người, hổ nhe nanh gầm gừ đe dọa và bất ngờ con hổ thoát ra khỏi cũi rồi nhảy lên, lao về phía chỗ ngồi của vua Trần Nhân Tông cùng Hoàng hậu, phi tần và bá quan văn võ. Mọi người hoảng sợ bỏ chạy, chỉ có Bảo Thánh tiến lên phía trước, xả thân che cho nhà vua, đối diện hổ dữ.
Vào đời Hậu Lê có câu chuyện kể về việc con hổ nuôi của Nguyễn Hợp, cha của danh tướng Nguyễn Xí được giao nhiệm vụ canh giữ đơm tôm cá ở đập Hạng và lò muối để phòng chống ăn trộm, sau đó lúc đêm đó trời tối, trời chuyển mưa, khi ông Hợp trở về nơi đặt đó thì con hổ đang canh chừng ở đó phát hiện ra và lầm tưởng có kẻ gian đang ăn trộm cá của chủ mình, hổ liền lao thẳng vào vồ khiến ông Hội chết ngay tại chỗ. Ở Miền Nam vào thế kỷ thứ XVIII, sử sách có ghi lại sự kiện hổ tấn công người dân. Sách Gia Định thành thông chí của Trịnh Hoài Đức chép: Vào giữa ngày Tết năm 1771 cọp từ rừng Sác kéo về chợ Tân Kiểng trên đường vào Chợ Lớn gây kinh hoàng cho dân chúng, trong đó có một con hổ to lớn, hung dữ, đang đói khát tìm mồi, một con trong số đó đã phóng tới và vồ một phụ nữ làm nghề vựa lá lợp nhà rồi tha xác nạn nhân về rừng và cuối tháng 4 cùng năm, hổ đã xông thẳng vào một nhà dân ở chợ Tân Kiểng và vồ hai đứa trẻ đang nằm ngủ trên giường đem đi. Nỗi khiếp hãi đã lên đến tột cùng, người dân ở chợ Tân Kiểng bắt đầu tính đến việc bỏ nhà đi lánh nạn.
Vào đời nhà Nguyễn có tổ chức các trận đấu giữa hổ và voi tại hổ quyền, dưới thời Gia Long, có một trận đấu mà con hổ to lớn khác thường và khi cửa chuồng vừa mở, nó đã vọt như một mũi tên ra xa, kề sát bên voi, quật ngã ngay quản tượng và ông này bị chính con voi của mình giẫm chết lúc hoảng loạn. Lúc này con voi thứ hai được đưa ra đấu trường, trên lưng voi có các binh sĩ cầm khí giới bảo vệ voi và quản tượng. Hổ vờn vài hiệp, rồi cố gắng xé rào tìm lối thoát, ba bốn khán giả bị hổ vồ cấu xé bị thương. Thời Minh Mạng, nhân ngày lễ Tứ Tuần Đại Khánh (năm 1829), vua ngự thuyền rồng xem một trận đấu giữa voi và hổ ở bên bờ Bắc sông Hương. Trong khi giao đấu, hổ đã lao ra và bơi về phía thuyền rồng. Vua Minh Mạng kịp dùng con sào đẩy lùi được con hổ và nhờ vậy, quan quân mới kịp chèo thuyền đến giết chết hổ giữa dòng sông cứu vua kịp thời.
Năm Nhâm Thìn (1832), ở phường Thiên Thọ nằm phía Tây Kinh thành Huế xuất hiện một con hổ cực kỳ hung dữ, đã giết nhiều người và súc vật của dân chúng. Vua Thiệu Trị đã ra chiếu sức 400 thanh niên trai tráng của làng Thủy Ba vào bắt hổ, cũng dưới thời vua Thiệu Trị, năm Thiệu Trị thứ 4 (1844) có vụ việc bà Huỳnh Thị Nghĩa, người huyện Quảng Phước cùng chồng vào núi kiếm củi thì gặp gười chồng bị cọp vồ, bà lấy dao chém cọp cứu chồng nhưng khi cứu được chồng rồi, bà lịm người và mất. Cảm phục nghĩa khí của người phụ nữ, vua ra lệnh ban thưởng cho bà. Người dân tiếc thương bà nên lập miếu ở xã Ninh Đa, huyện Ninh Hòa ngày nay, còn gọi là miếu Ông Hổ.

### Những chuyện kể ở Việt Nam
Đã có những tường thuật, những câu chuyện kể lại của người dân ở Việt Nam về các vụ việc việc hổ tấn công và ăn thịt người, theo đó có nhiều vụ việc hổ mò vào các bản làng ở miền núi, các vùng dân cư ở đồng bằng để bắt gia súc, gia cầm và thậm chí còn táo tợn phục kích, tấn công và ăn thịt cả con người, gây tổn thất vật chất cùng tâm lý lo sợ cho nhân dân. Chuyện hổ ăn thịt người không hiếm, gây kinh sợ cho dân làng. Người ta lưu truyền lời đồn rằng hổ ăn thịt người thường nhìn trăng, mặc dù có thể giết nhiều người một lúc, nhưng nó lại ăn làm nhiều lần. Nếu là trăng đầu tháng thì nó ăn đầu người, vào những ngày giữa tháng, trăng tròn (ngày rằm), thì nó sẽ ăn phần giữa cơ thể, phần bụng, nó xé bụng, phanh ngực ăn phần nội tạng và cuối tháng thì ăn phần chân. Ăn không hết, nó bỏ đi, khi nào đói tiếp tục quay lại ăn, ăn no, nó giấu xác để hôm sau tìm đến ăn tiếp, xác người càng thối, nó càng khoái khẩu. Vì thế, nếu con mồi bị cướp, đem chôn, nó sẽ tìm cách bới lên để ăn tiếp.

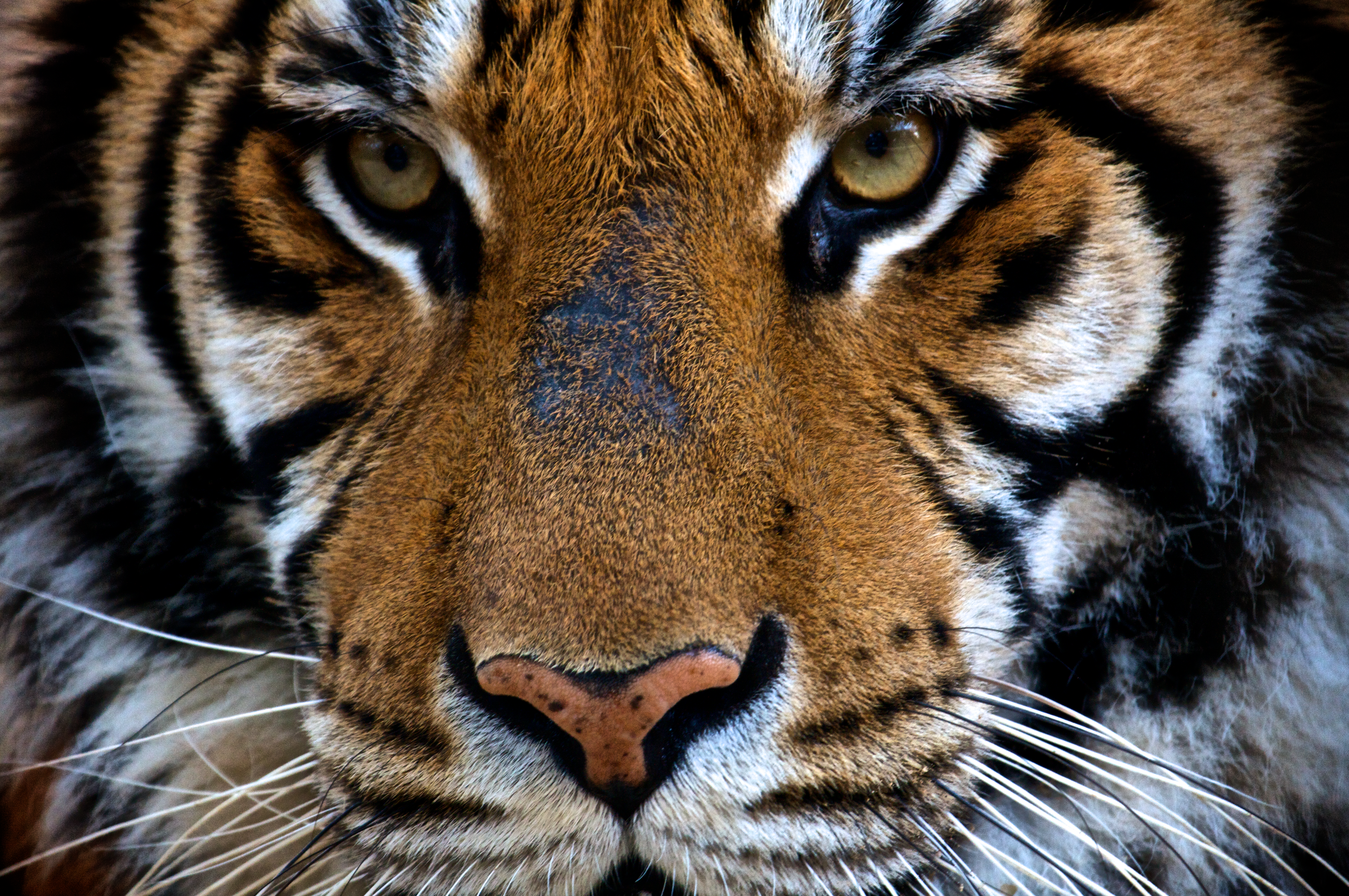
Những câu chuyện kể về hổ, loài thú gieo rắc nổi khiếp sợ cho làng bản ở miền sơn cước

Ở miền Bắc Việt Nam những năm 80 của thế kỷ XX trở về trước, khi những cánh rừng già ở xã Thu Lũm (Mường Tè, Lai Châu) còn hoang dại, nhà của người Hà Nhì còn lưa thưa thì hổ đã gieo rắc tai ương cho con người ở đây, hổ vào bản bắt trâu, bò, lợn, ngựa tha về rừng ăn thịt, thậm chí chúng còn dám đặt con người là mục tiêu săn mồi như những vụ việc xảy ra vào năm 1972 và năm 1977, Ở xã Mường Đăng và Ngối Cáy thuộc Mường Ảng, Điện Biên, có thông tin một con hổ rừng chuyên ăn thịt người vừa vượt biên từ Lào sang làm người dân không dám đi rừng, học sinh bỏ học hàng loạt, nhiều tin đồn rằng ở Lào nó từng giết thịt gần chục người và khi sang khu vực biên giới Mường Chà, nó đã ăn thịt hai mạng người nữa, con hổ thành tinh ấy vốn là vật cưng của một lâm dân nào đó thuộc huyện Mường Chà bị xổng chuồng.
Người dân ở Mường Lát, Thanh Hóa thì rất kinh sợ khi hổ về bản và ăn thịt người tại núi Pù Luông - Cúc Phương, người dân Mường Mõ kể lại rằng nhiều người bỏ mạng vì hổ. Vào năm 1955, tại xã Thành Yên, huyện Thạch Thành, Thanh Hóa nơi người Mường sinh sống có sự việc một người sơn tràng bị hổ vồ chỉ bằng một cú ngoạm chí mạng vào sau gáy, khi người ta tìm được xác nạn nhân thì thấy xác lấm lem đất, bê bết máu me, quần áo rách rưới tả tơi, cả hai chân đã bị gặm nham nhở đến hết đùi. Ở bờ thượng nguồn của sông Mã thuộc miền Tây Thanh Hóa, có những ngôi mộ được xếp xung quanh rất nhiều phiến đá lớn dựng đứng. Người Mường, Thái ở địa phương gọi đó là mộ của những người xấu số bị hổ vồ. Ở cũng vùng Thành Hóa, người địa phương và người Mường còn lưu truyền câu chuyện con hổ xám ăn thịt người ở Thanh Hóa, là một huyền thoại về oai linh thần hổ ở vùng Thạch Thành thuộc tỉnh Thanh Hóa. Con hổ xám này đã tạo nên cuộc tàn sát người khắp xứ Thanh với số lượng nạn nhân hơn cả chục người đặc biệt là những vụ việc tấn công và ăn thịt người của nó thường xuyên nhắm vào những người trong gia tộc họ Đinh qua nhiều thế hệ trong vùng này (bảy người), những câu chuyện kể lại này có nhiều yếu tố thêu dệt của những người dân địa phương.
Ở miền Trung Việt Nam, ngày trước ở vùng Thủy Ba, Vĩnh Linh, Quảng Trị, có rừng già với nhiều thú dữ, nhiều nhất là hổ. Hổ rình rập quanh làng, bắt người và trâu, bò. Người ta kể rằng có nhiều con khôn ranh đến nỗi đêm đến sục vào khu dân cư, dùng đuôi gõ cửa nhà, chủ nhà tưởng có người kêu, dậy mở cửa là bị hổ vồ, nơi đây hổ nhiều lần mò vào tận làng bắt người tha vào rừng ăn thịt. Đã có hàng trăm người dân bị chết thảm. Nhiều người hổ chỉ ăn một nửa, một nửa thi thể thả lại giữa rừng rậm, có người bị hổ vồ hụt khiến tàn tật suốt đời. Đã có nhiều người làng bỏ mạng vì bị hổ vồ rồi tha vào rừng, mấy ngày sau, người làng mới phát hiện một vài phần thân thể sót lại ở cạnh khe, suối trong rừng. Trong những con hổ đặc biệt là con hổ ba chân chuyên ăn thịt người ở làng, người ta cho biết sau khi con hổ trên bị bắn mất một chân, nó đã trở lại vùng rừng già Thủy Ba để tìm người trả thù, người làng gắn cho nó biết danh là ông thọt. Con hổ này rất tinh khôn, hàng đêm nó mò về làng rình ở những đoạn đường làng có bụi rậm, cây cối um tùm chờ người đi qua để nhảy ra vồ.
Tại bản Cu Dơn thuộc Hướng Lộc, Hướng Hóa, Quảng Trị vào những năm cuối thập kỷ 70 và đầu thập kỷ 80 thế kỷ XX, từng xuất hiện một đôi hổ đực và hổ cái, là đôi bạn tình. Khi đó, đang là mùa giao phối nên chúng đi cùng nhau, đêm nào cũng mò vào bản Cu Dơn bắt vật nuôi, thậm chí bắt người, có người còn nhìn thấy con hổ cái quắp con lợn 60 kg vọt qua hàng rào cao 3 mét nhẹ nhàng như gió thoảng. Hổ cái rất hung dữ, hổ đực rất to lớn. Hai con hổ này đã bắt mất 10 người, gây hoang mang tột độ cho người Vân Kiều ở Cu Dơn, cứ nhập nhoạng tối không ai dám thò chân xuống cầu thang.

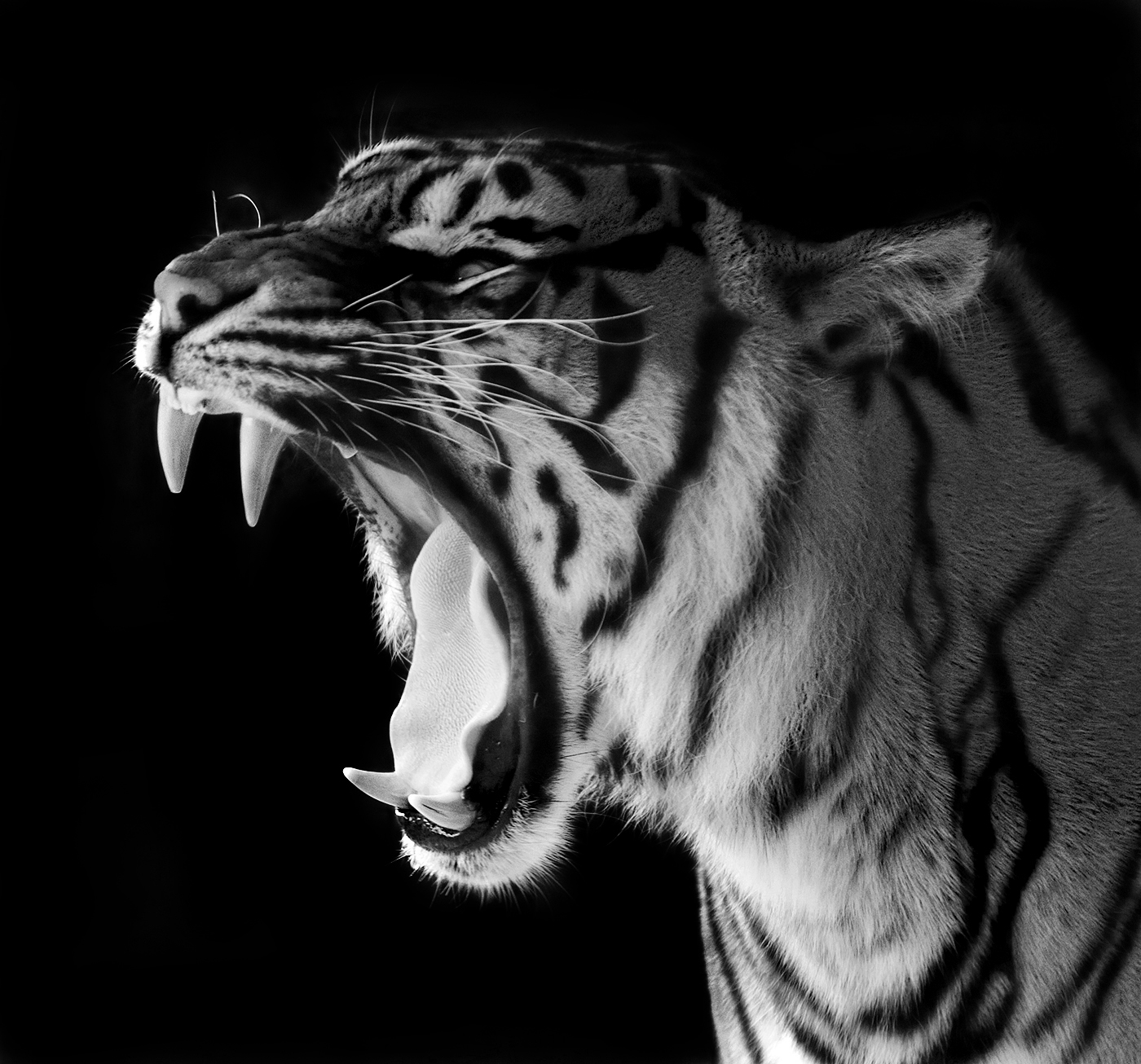
Hổ thường về làng bản bắt trâu, bò, heo và ăn thịt cả người

Tại làng Đồn, xã Vạn Ninh, Quảng Ninh, Quảng Bình có câu chuyện về một con hổ to như con bò về phá Hạc Hải tìm nước uống. Khi phát hiện người mà muốn ăn thịt, nó phục kích, lao vào vồ ngã một nạn nhân, dùng nanh lật lên mảng da đầu từ trán ra phía sau, máu nạn nhân chảy lênh láng. Không ngờ một cô gái 15 tuổi dùng đòn gánh xông đến đánh mạnh 2 phát vào đầu hổ khiến nó lồng lên, gầm một cái, định tấn công vào cô gái nhưng bị cô đánh tới tấp, không cho lấy đà nên hổ bỏ chạy về hướng núi. Một con hổ khác, to như con bò, về sông Nhật Lệ rình bắt ba đứa trẻ thì bị một cô gái tuổi 17 khác vẫn với đòn gánh bé nhỏ đánh chết nó. Con hổ ở trong lùm cây rậm rạp đang rình vồ mồi và cô ta đã dùng đòn triêng đánh con hổ mấy phát vào chẩm trán, con hổ gầm lên lao vào tấn công cô, nó dùng độc cước sơn lâm, tát vào mặt, cổ, tai, làm cô chảy máu nhưng cô ngồi thụp người xuống, con hổ lao tới, bị đòn triêng thúc nặng vào ức sau đó đã bị đánh chết.
Tại xã Thượng Trạch, Bố Trạch, Quảng Bình, những năm sau chiến tranh, trên dãy núi Trường Sơn rậm rạp nơi giáp với nước Lào có một đàn hổ lớn rất hung dữ với bảy con, từng bắt nhiều người dân ở các bản làng vùng biên giới để ăn thịt. Chúng từ khu rừng Hinậm Nô (Khăm Muộn-Lào), nhiều thợ săn già cho rằng chúng là những con hổ như đã thành tinh, không để con người biết được dấu vết đi lại trong rừng. Đặc biệt vào tháng 8 năm 1978, trong lúc đang khai hoang phát rẫy, 9 người dân ở xã Thượng Trạch đã bị một con hổ hổ đực lớn cụt đuôi, to bằng con bò, vồ chết; nó ăn thịt 1 người còn 8 người khác bị tha đi nhiều nơi. Một tin khác cho biết có bảy người đàn ông và 1 phụ nữ bị nó giết chết bên đường 20 với một nhát cắn vào cổ, một cái tát vào mặt, xác những nạn nhân bị hổ tha về mỏm đất nơi có mỏ nước phun tự nhiên để chúng cất giấu thức ăn và uống nước.
Tại vùng vùng núi Tiên Cảnh và các vùng xung quanh đó như Tiên Hiệp, Tiên Lộc, Tiên Châu ở Huế, ngày xưa gọi chung là trấn Thăng Bình, tại đây, hổ không chỉ kiếm ăn trên rừng mà còn về tận thôn làng, gây nên bao tai họa và cả nỗi khiếp đảm. Người dân cũng từng kinh hoàng chứng kiến một người phụ nữ đi làm nương rẫy trên đường về bị hổ giết hại, người ta phát hiện ra cả thi thể người chỉ còn lại duy nhất cái đầu be bét máu, một vụ việc khác khi một nhóm thanh niên trong làng sau khi đi chơi về ngang qua một khúc cua nhỏ gần bờ suối thì một con hổ dữ nặng hàng trăm kg từ trong bụi cây gần đó xuất hiện, nhe nanh gầm thét và nhanh như chớp nhảy phốc lên, chân trước đầy nanh vuốt táp một nạn nhân nằm gục ngay tại chỗ. Nỗi sợ hổ từ đó trong dân chúng khắp vùng ngày càng tăng lên và vì ám ảnh bị hổ dữ giết hại, gọi là hổ chúa thành tinh nên nhiều gia đình đã phải lũ lượt kéo nhau bỏ xứ ra đi. Nỗi sợ hãi ấy đã khiến người dân Tiên Cảnh tôn sùng loài ác thú này như thần thánh.
Ở vùng Dùi Chiêng, Quảng Nam, người dân từng có nỗi khiếp sợ khi hổ liên tục xuất hiện, gầm gừ, ăn thịt cả người và gia súc mỗi khi chúng bắt gặp, người đi làm trên núi bị hổ ăn thịt nhiều đến mức hàng loạt người phải bỏ gánh giữa đường vì khiếp sợ không dám đi tiếp, họ phải đi từng đoàn người để tránh hổ ăn thịt. Ở làng Lộc An, hay còn gọi Lộc Yên, thuộc xã Tiên Cảnh, huyện Tiên Phước, Quảng Nam người dân kể lại rằng xưa kia khu vực này là rừng già rậm rạp, thâm u, hổ kéo về rất nhiều. Đêm đêm chúng thi nhau gầm rống rung chuyển cả núi rừng, rồi mò vào tận các làng mạc bắt heo, trâu, bò ăn thịt khiến người dân phải lập ra đội săn bắt hổ để đối phó. Cho đến những năm 2008, ở vùng dọc sông Leng, xã Trà Leng, huyện Nam Trà My, Quảng Nam vẫn còn lo lắng, hoang mang về câu chuyện hổ quật xác người chết vừa mới chôn để ăn thịt và lại xuất hiện tại đây, một xác người chết ở thôn 3 vừa chôn tại một khu rừng ma đã bị hổ đánh mùi tìm đến và đào lên ăn, chỉ còn lại duy nhất phần đầu, ban đêm bà con chẳng mấy ai dám đi ra ngoài vì sợ hổ tấn công mỗi khi thấy dấu chân hổ xuất hiện, người dân các làng sống dọc sông Leng bắt đầu cửa đóng then cài.
Ở Khánh Hòa có câu chuyện năm 1969, có một phụ nữ thức dậy để nấu nước vô trùng dụng cụ y tế lúc sáng thì bị một con hổ nhảy xổ vào cắn lấy vai trái, định quắp tha đi nhưng cô cố bám vào là la lớn, một thanh niên tay cầm sẵn rựa tiếp cứu khiến con hổ bỏ đi, nạn nhân máu tuôn xối xả và lả người đi. Con hổ đau quá nên buông miếng mồi, nó chằm chằm gườm đối thủ một lát rồi lẳng lặng tháo lui.

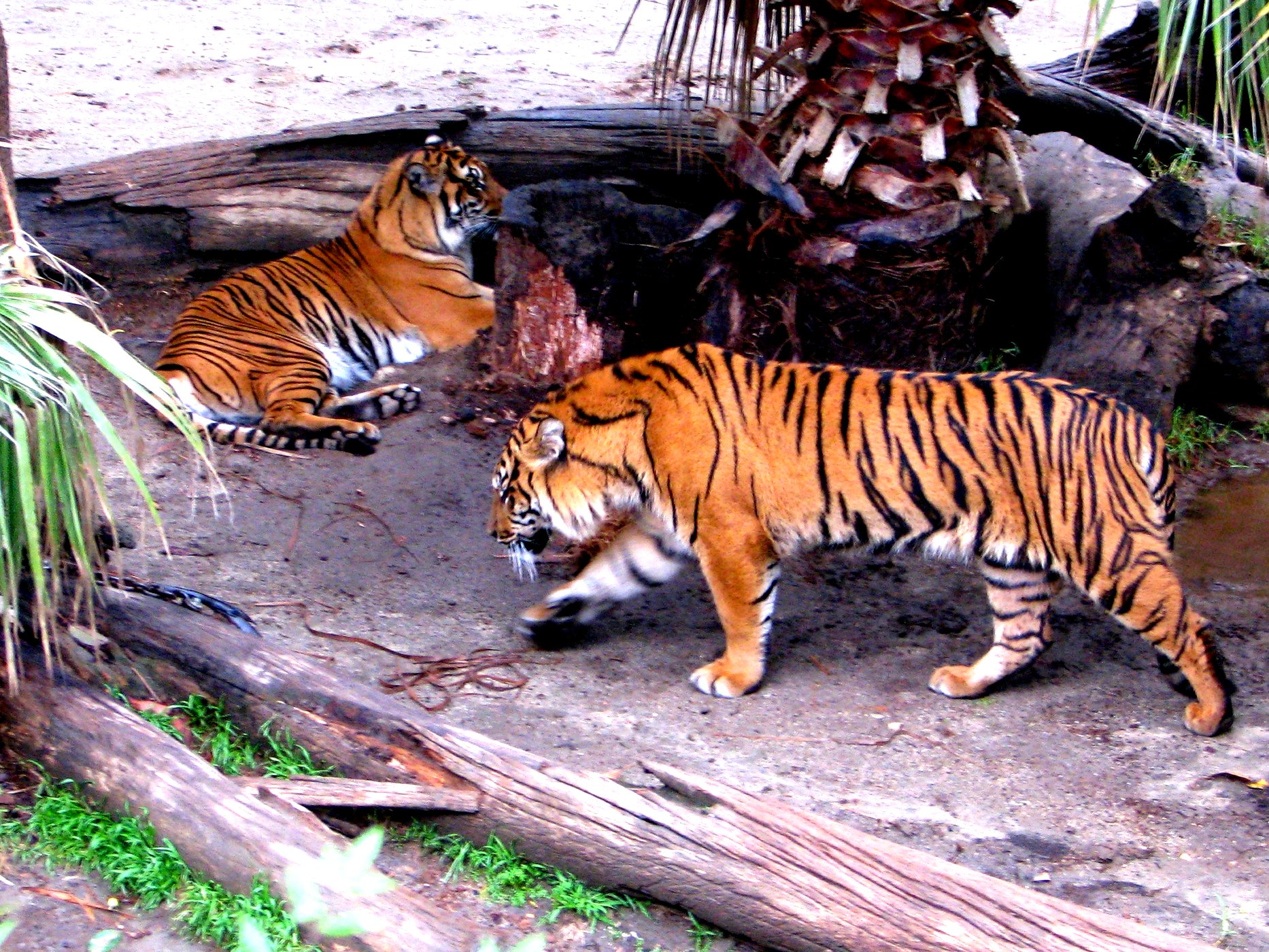
Một đôi hổ

Ở vùng Tây Nguyên, Kon Tum, còn có câu chuyện kể về thời điểm năm 1943 tại phường Quang Trung, thuộc Kon Tum có một con hổ trắng ba chân rất hung dữ, bên cạnh việc tấn công các loài thú trên rừng và gia súc thì hổ trắng ba chân còn tấn công và ăn thịt người khi thức ăn khan hiếm, tuy vậy một lần lọt vào ngôi chùa thì bỗng nhiên nó lại trở nên hiền lành, cảm hóa khi nghe những tiếng Kinh Phật, hổ trắng đã bỏ đi và không trở lại. Vào những năm 1970, có những câu chuyện kể về việc, hổ vào các làng người Ba Na, phục kích những lối mòn có người và súc vật hay qua lại để vồ mồi. Người ta còn kể rằng có khi sau những trận đánh trên đường 19, xác của người chết trận chưa kịp đem đi chôn thì hổ đã mò ra cướp, rồi hổ vồ cả những cán bộ, giao liên trên đường công tác, hổ đã trở thành nỗi sợ hãi của những người giao liên. Vào năm 2008, một đàn hổ xuất hiện trên địa bàn xã Đăk Blô, Đăk Glei, Kon Tum, bắt 15 con trâu bò của bà con làng Bung Tôn và Bung Kon. Từ năm năm 2003, hổ về đây bắt năm con trâu bò của dân làng, bị dân xua đuổi quyết liệt đã bỏ đi. Đợt đầu tiên chúng bắt hết 10 con bò của 7 gia đình, sau đó ăn thịt tiếp tiếp năm con cả trâu lẫn bò, đặc biệt có con trâu nặng hơn cả tạ mà hổ ăn hết, khi phát hiện chỉ còn lại mấy miếng xương.
Ở Miền Nam Việt Nam, gia phả họ Đặng (xã Hòa Lộc, huyện Mỏ Cày, Bến Tre) ghi chép rằng khoảng giữa thế kỷ XVIII, bà cụ tổ tên là Hến dẫn hai người con từ Huế vào Giồng Trôm lập nghiệp, nhưng khi đến nơi, cọp vồ hết một người, nên bà phải dời qua ở Mỏ Cày. Gia phả họ Ngô (Hương Mỹ, Mỏ Cày, Bến Tre) có ghi vào khoảng thế kỷ 18, ông Ngô Quang Thanh đến khẩn hoang vùng đất nay gọi là ấp Phú, thì người con của ông là Ngô Quang Thiều bị cọp vồ chết. Gia phả họ Đoàn (Ba Tri, Bến Tre) thì lại ghi ông cố bị cọp ăn mất xác.
Tại vùng Thới Bình, tỉnh Cà Mau người dân cho biết có câu chuyện dòng họ Huỳnh có hai người bị hổ moi tim, vì sự cố bị hổ ăn thịt năm xưa nên người dân đã đổi toàn bộ họ Huỳnh thành họ Phan và lập miếu thờ ông cả cọp, hằng năm làm heo cống nạp để cầu được bình an. Con hổ huyền thoại đó được gọi là cọp ba chân, người ta đồn, con hổ này bị vướng bẫy heo rừng của thợ săn, và để thoát thân nó đã cắn bỏ một cái chân và sau đó về tấn công trả thù dân làng. Một câu chuyện khác về cọp ba chân cũng được lưu truyền tại xã Tân Thành, Cà Mau, đây là một con hổ to như bò mộng, nó rất táo bạo, thường xuyên mò về làng, ngồi núp để chụp trâu, bò, lợn của dân. Trong một lần, chụp con trâu mộng to, con trâu chống cự húc lại, khiến con hổ này gãy chân, nên chỉ còn 3 chân, Cọp ba chân không còn nhanh nhẹn, không săn được thú, nên nó lại càng thường xuyên về làng bắt trâu, bò, thậm chí cả người.

### Những tường trình

#### Hổ Champawat

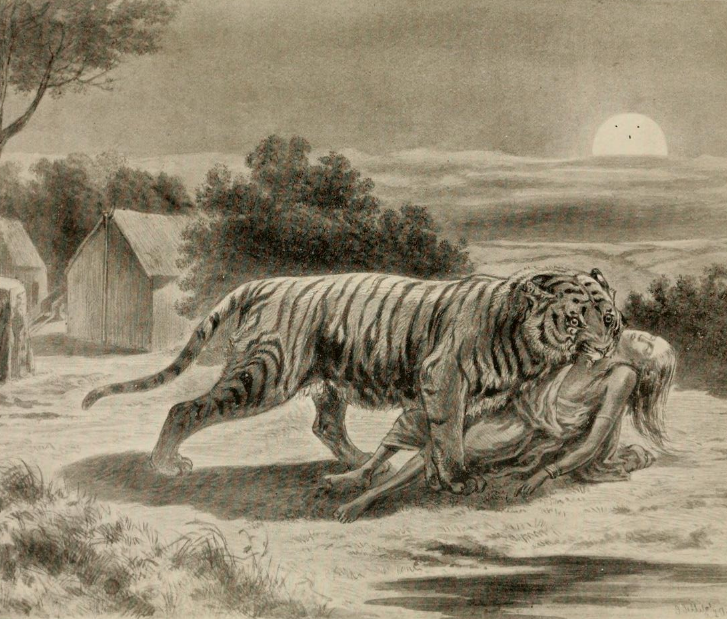
Cảnh một con hổ vồ người

Ở Nepal, vào đầu những năm 1900, có một con hổ Bengal cái từng trở thành nỗi kinh hoàng ở Nepal với việc giết 200 người ở quốc gia này, trước khi tới làng Champawat, huyện Kumaon thuộc bang Uttarakhand ở miền bắc Ấn Độ và nó vẫn tiếp tục giết người ở đây, nâng tổng số người chết dưới móng vuốt của mình lên đến 436 người chỉ trong tám năm. Con hổ này cuối cùng đã bị tiêu diệt bởi tay thợ săn huyền thoại Jim Corbett vào năm 1907.
Con hổ Champawat được xem là quái thú ăn thịt người đáng sợ nhất trong lịch sử. Nó sẵn sàng đi săn vào ban ngày, tiếp cận khu dân cư để tấn công người và vật nuôi khiến hàng trăm người hoang mang sợ hãi, trốn trong nhà không dám ra ngoài làm việc, thậm chí bỏ cả nhà cửa để tránh sang những khu vực khác an toàn hơn. Quyết tâm chấm dứt sự hoành hoành của con hổ này, chính phủ đã treo thưởng rất cao cho bất cứ ai có thể tiêu diệt con hổ, giải cứu người dân nhưng cũng như những lần trước, sự tinh quái vẫn giúp nó trốn thoát khỏi tầm ngắm của vô số thợ săn. Cuối cùng, người ta phải tìm đến thợ săn hàng đầu lúc bấy giờ, ông Jim Corbett, một thợ săn người Anh sinh ra tại Ấn Độ. Jim Corbett lùng sục các vùng quê hàng ngày để tìm con hổ cái, nhưng thất bại. Sau đó có thông tin về một nạn nhân mới là một cô gái 16 tuổi đã dẫn ông ta đến hiện trường và ông lùng theo vệt máu của nạn nhân mà con hổ để lại khi nó kéo nạn nhân mới nhất băng qua rừng già.
Corbett thuê những người đàn ông từ một làng kế bên, tạo thành hàng trăm người cùng đánh trống để con hổ chạy về hướng ông ta, ông đã bắn con hổ cái này hai phát súng và giết chết nó. Theo khám nghiệm thân thể thì con hổ cái này bị thợ săn bắn bắn trọng thương trước đó làm gãy 2 răng nanh cùng với chứng đau răng thường xuyên khiến nó không thể bắt được những con mồi khoẻ mạnh, nhanh nhẹn và phải quay sang tấn công con người.

#### Hổ Chowgarh
Cũng ở Ấn Độ, còn có cặp hổ Chowgarh đó là một con hổ mẹ đã già và một con hổ đực chưa trưởng thành, hai mẹ con đã cùng nhau giết chết ít nhất 64 người trong 5 năm ở huyện Kumaon thuộc Bắc Ấn Độ trên một khu vực trải dài 1.500 dặm vuông (3.900 km2). Tuy nhiên, các số liệu không chắc chắn, vì người bản địa của các khu vực mà cặp hổ thường lui tới đã cho rằng số nạn nhân phải gấp đôi và số liệu cũng không tính đến các nạn nhân sống sót sau các cuộc tấn công trực tiếp nhưng đã chết sau đó. Đến năm 1930, thợ săn Jim Corbett cũng giết chết cả hai. Sau khi hổ mẹ chết, Corbett thấy vuốt của nó và một răng nanh bị gãy, và răng hàm trước bị mòn, điều này cũng giống như con hổ cái làng Champawat, những khiếm khuyết này có lẽ làm cho việc săn lùng các con mồi tự nhiên trở nên rất khó khăn.

#### Hổ Segur

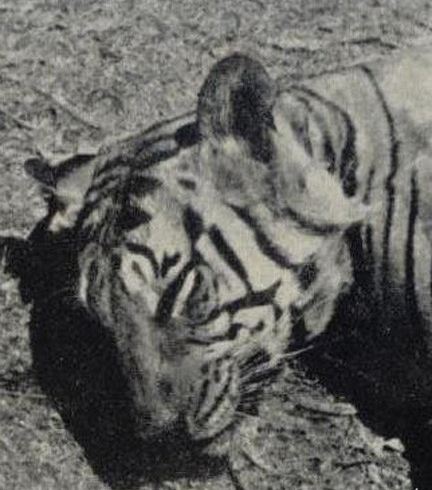
Xác của con hổ Segur, bị giết bởi Kenneth Anderson dọc bờ sông Segur

Hổ Segur là một con hổ đực trẻ được biết đã giết chết 5 người ở vùng đồi Nilgiri thuộc bang Tamil Nadu ở phía nam Ấn Độ. Mặc dù có nguồn gốc từ quận Malabar và quận Wayanad bên dưới mặt tây nam của dãy núi Nilgiri, con hổ sau đó đã chuyển địa bàn hoạt động của nó sang Gudalur và giữa cao nguyên Sigur và Anaikatty ở quận Coimbatore. Nó đã bị giết bởi thợ săn Kenneth Anderson trên bờ sông Segur, vào khoảng năm 1954. Anderson sau đó đã tiết lộ rằng con hổ này bị khuyết tật và điều đó đã ngăn nó săn những con mồi tự nhiên.

#### Kẻ ăn thịt người Thak
Kẻ ăn thịt người Thak là một con hổ cái sống ở tỉnh Đông Kumaon, nó chỉ giết 4 nạn nhân, nhưng là cuộc săn lùng cuối cùng của thợ săn, nhà bảo tồn và tác giả Jim Corbett. Corbett gọi nó dậy và giết ngay lập tức trong hoàng hôn muộn, sau khi ông mất tất cả các phương tiện khác để theo dõi con vật. Postmortem tiết lộ rằng con hổ này có hai vết thương do súng cũ, một trong số đó đã bị nhiễm trùng. Điều này, theo Corbett, buộc con hổ phải biến mình từ một động vật ăn thịt bình thường chỉ săn những con mồi tự nhiên thành một kẻ ăn thịt người.

#### Hổ Mundachipallam
Hổ Mundachipallam là một con hổ Bengal đực, mà trong năm 1950 giết 7 người ở vùng lân cận của làng Pennagram, cách thác Hogenakkal bốn dặm (6 km) ở quận Dharmapuri của Tamil Nadu. Không giống như con hổ ăn thịt người Champawat, hổ Mundachipallam không có bệnh tật nào được biết đến có thể ngăn cản nó săn những con mồi tự nhiên. Ba nạn nhân đầu tiên của nó đã bị giết trong các cuộc tấn công chưa được điều tra, trong khi các nạn nhân sau đó bị nuốt chửng. Con hổ Mundachipallam sau đó đã bị giết bởi Kenneth Anderson.

#### Kẻ ăn thịt người Bhimashankar
Một câu chuyện được phát hiện bởi tác giả Suresh Touchra Warghade có trụ sở tại Pune khi anh gặp một người dân làng già trong khu rừng Bhimashankar nằm gần Pune. Dân làng giải thích với tác giả về việc một con hổ ăn thịt người đã khủng bố toàn bộ khu vực Bhimashakar trong khoảng thời gian hai năm vào thập niên 1940. Anh ta là một cảnh sát ở khu vực đó và anh ta chịu trách nhiệm xử lý các thủ tục xung quanh cái chết (báo cáo người mất tích và giấy chứng tử) và các công việc khác như giúp đỡ các nhóm thợ săn bắn. Trong thời gian này, con hổ được cho là đã giết hơn 100 người, nhưng rõ ràng là nó rất cẩn thận để tránh bị phát hiện; chỉ có 2 thi thể được tìm thấy. Một số cuộc săn bắn đã được tổ chức, nhưng người duy nhất thành công là một thợ săn ở Ambegaon tên là Ismail. Trong nỗ lực đầu tiên của mình, Ismail đã đối đầu trực tiếp với con hổ và sắp giết được nó. Sau đó, ông đã gọi cho Kenneth Anderson. Họ trở lại và giết chết con hổ ăn thịt người này. Con hổ chủ yếu giết những dân làng ngủ ngoài túp lều.
Tính xác thực của câu chuyện mà dân làng kể lại đã được xác nhận khi Warghade kiểm tra các báo cáo chính thức, bao gồm cả giấy chứng nhận do chính quyền Anh cấp cho việc giết chết con hổ ăn thịt người.

#### Hổ Tara của Vườn quốc gia Dudhwa

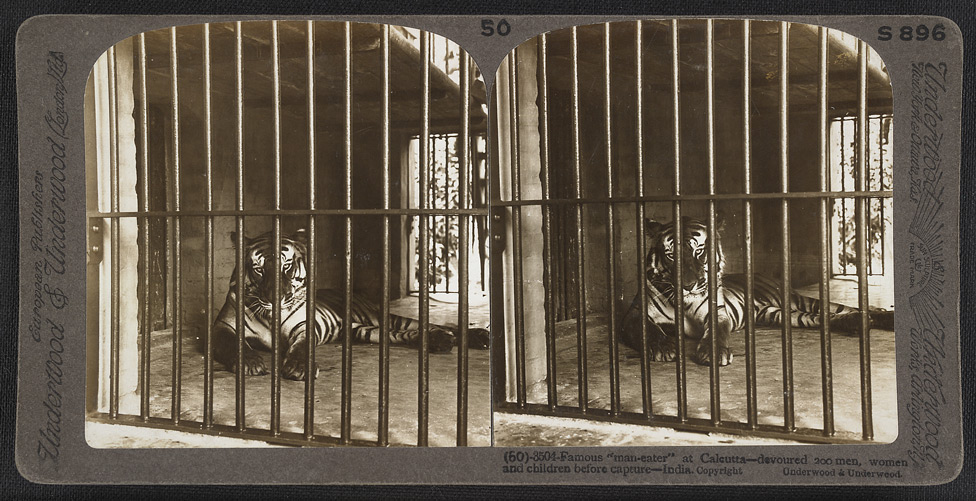
Bức ảnh lập thể (1903) của một con hổ ăn thịt người bị bắt ở Kolkata trong vườn thú Calcutta. Con hổ này trước đó đã tấn công và ăn thịt 200 nạn nhân.

Trong khi Sundarbans đặc biệt nổi tiếng với các cuộc tấn công của hổ, vườn quốc gia Dudhwa cũng có một số con hổ đã ăn thịt người vào cuối những năm 1970. Cái chết đầu tiên là vào ngày 2 tháng 3 năm 1978, theo sau là 3 vụ giết người khác.
Dân chúng yêu cầu hành động từ chính quyền. Người dân địa phương muốn những con hổ ăn thịt người phải bị bắn hoặc bị đầu độc. Các vụ giết và ăn thịt người tiếp tục diễn ra. Các quan chức sớm bắt đầu tin rằng thủ phạm có khả năng là một con hổ tên là Tara. Nhà bảo tồn Billy Arjan Singh đã đưa chú hổ sinh ra ở Anh từ Sở thú Twycross và nuôi nấng nó ở Ấn Độ, với mục đích thả nó trở lại tự nhiên. Các thí nghiệm của ông cũng đã được thực hiện trên báo với một số thành công.
Các chuyên gia cảm thấy rằng Tara sẽ không có các kỹ năng cần thiết và kỹ thuật săn bắn chính xác để sống sót trong tự nhiên và tranh cãi xung quanh dự án. Nó cũng kết hợp với những con hổ đực với việc tìm kiếm thức ăn và sự thoải mái, điều này làm tăng khả năng con hổ sẽ tiếp cận các ngôi làng. Các quan chức sau đó đã bị thuyết phục rằng Tara có xu hướng muốn bắt những con mồi dễ dàng hơn và do đó trở thành một kẻ ăn thịt người. Tổng cộng có 24 người đã thiệt mạng trước khi con hổ bị bắn. Singh cũng tham gia cuộc săn lùng với mục đích xác định kẻ ăn thịt người, nhưng xác nhận chắc chắn về danh tính của con hổ không bao giờ được tìm thấy. Cuộc tranh luận về danh tính của con hổ đã tiếp tục trong những năm kể từ các cuộc tấn công. Những người ủng hộ Singh tiếp tục tuyên bố rằng con hổ không phải là Tara và nhà bảo tồn đã đưa ra bằng chứng cho tác động đó. Tuy nhiên, các quan chức cho rằng con hổ chắc chắn là Tara.
Những kẻ ăn thịt người khác từ Công viên Quốc gia Dudhwa đã tồn tại, nhưng con hổ này có khả năng là con hổ được nuôi nhốt đầu tiên được huấn luyện và thả ra ngoài tự nhiên. Cuộc tranh cãi này gây nghi ngờ về sự thành công của dự án xây dựng lại của Singh. Các vấn đề tại Dudhwa đã không đáng kể trong vài năm qua. Các cuộc tấn công hổ thỉnh thoảng vẫn xảy ra, nhưng chúng không cao hơn tại các khu bảo tồn động vật hoang dã khác. Trung bình, hai dân làng bị tấn công tại khu bảo tồn hổ Ranthambhore mỗi năm. Những cuộc tấn công này thường xảy ra trong mùa gió mùa khi người dân địa phương vào khu bảo tồn để cắt cỏ.

#### Hổ Moradabad
Vào tháng 2 năm 2014, các báo cáo nổi lên rằng một con hổ đã giết chết 7 người gần Vườn quốc gia Jim Corbett. Con hổ cái sau đó được gọi là kẻ ăn thịt người ở Moradabad, bởi vì nó đang đi săn ở vùng Bijnor và Moradabad. Con hổ không bị theo dõi dù có khoảng 50 bẫy camera và một máy bay không người lái. Vào tháng 8 năm 2014, có thông tin rằng hổ đã ngừng giết người. Nạn nhân cuối cùng của nó đã bị giết vào tháng Hai, với tổng cộng 7 nạn nhân. Con vật vẫn chưa được bảo vệ.

#### Hổ Yavatmal
Giữa năm 2016 và 2018, một con hổ cái tên là là T-1 được cho là đã giết chết 13 người ở quận Yavatmal, thuộc bang Maharashtra phía tây Ấn Độ. Con hổ đã bị bắn chết sau một cuộc săn quy mô lớn vào tháng 11 năm 2018. Con hổ đã bị giết để tự vệ, khi vẫn hung hăng tấn công những người đang cố gắng trấn an nó.
Cuộc săn lùng con hổ bao gồm hơn 100 bẫy camera, mồi dưới hình dạng ngựa và dê bị trói trên cây, giám sát suốt ngày đêm từ bục cây và tuần tra vũ trang. Máy bay không người lái và tàu lượn cũng được sử dụng để thử và định vị T-1. Các quan chức động vật hoang dã cũng đã mang theo chai nước hoa Obsession for Men của Calvin Klein, trong đó có chứa một loại pheromone của cầy hương, sau một thí nghiệm ở Mỹ cho rằng nó có thể được sử dụng để thu hút báo đốm.

#### Cọp ba móng
Theo những báo cáo ghi nhận được, trong thời kỳ chiến tranh Đông Dương, có một con hổ Đông Dương được gọi là cọp ba móng hoành hành dọc hữu ngạn sông Đồng Nai đã vồ chết và ăn thịt 128 người, gieo rắc nỗi kinh hoàng cho dân cư nơi đây. Con cọp này được đánh giá là "nguy hiểm hơn một đại đội biệt kích Pháp" và đã tạo nên một huyền thoại về cọp Ba Móng. Con cọp này dài khoảng 3 m, nặng trên 150 kg phần dưới cổ và bụng trắng như bông, lông nửa vàng nửa xám, nó có thể nhảy qua rào cỡ hai thước và có thể cõng một con bò trên lưng chạy đi hàng km. Cọp có một chân bị thọt và vô cùng tinh ranh, nó cũng bắt chước giọng hú, lần dấu tìm người bị lạc, vồ mồi ăn thịt. Đây là một con cọp già, bị sứt móng, vì sức yếu, không còn nhanh nhẹn nên không bắt được mồi, nó đành ăn xác tử sĩ. Sau đó quen mùi nên mò về làng bắt người. Địa bàn hoạt động của cọp chủ yếu tại khu rừng miền Đông Nam Bộ Việt Nam (tại chiến khu Đ). Cùng một lúc, cọp xuất hiện ở nhiều nơi như Cây Chanh, Hàng Dài, Ba Hố, Đất Cuốc, Suối Đỉa. Chỉ chưa đầy 2 tháng, nó đã cướp đi hơn 50 mạng người. Có thông tin ước tính con cọp này đã ăn thịt trên 100 người. Trang tin điện tử của chính quyền tỉnh Đồng Nai cho rằng trước khi bị bắn hạ, nó đã ăn thịt đến 106 người.

Xác của Cọp ba móng

### Những sự việc khác
Trong những năm chiến tranh Việt Nam, theo ghi nhận của quân đội Hoa Kỳ, những vụ hổ tấn công lính Mỹ gia tăng rất nhiều. Nguyên do là chúng đã quen ăn xác người trong chiến tranh không được chôn cất. Và khi đã được nếm mùi thịt người, chúng sẵn sàng tấn công cả lính Mỹ. Cụ thể là một số sự việc được báo cáo như: Vụ một con hổ tấn công lính Mỹ ở gần biên giới Việt - Lào, một nhóm tuần tra sáu người thuộc tiểu đoàn 3 trinh sát của thủy quân lục chiến Mỹ tại Quảng Trị đã bị một con hổ lớn tấn công và gây thương tích cho một lính Mỹ, người lính bị hổ vồ này buộc phải chuyển đến bệnh viện quân y ở Quảng Trị trong tình trạng của được coi là khá nghiêm trọng.
Báo cáo nêu chi tiết về sáu lính Mỹ này sau khi hoàn tất nhiệm vụ quan sát gần căn cứ hỗ trợ hỏa lực Alpine, khoảng 10 km về hướng đông của biên giới Lào, đang chờ máy bay đến bốc đi. Thời tiết xấu khiến máy bay không đến ngay được và cả nhóm cử hai người canh gác trong khi những người còn lại nằm ngủ. Con hổ âm thầm tới và tấn công nhanh như chớp. Con hổ đã ngoạm vào một người lính và lôi xuống một hố bom cách đó 10m. Cả nhóm lính Mỹ mau chóng đuổi theo và nổ súng vào con thú dữ. Người lính bị cọp tha lê ra khỏi hố bom, anh ta bị xé rách cổ. Con thú đo được hơn 3m từ đầu đến đuôi. Vụ cọp tấn công này diễn ra gần địa điểm mà một lính thủy đánh bộ Mỹ đã bị một con hổ giết chết vào ngày 12 tháng 11 năm 1967. Một nhóm lính Mỹ dày dạn kinh nghiệm và hai thợ săn người Việt Nam đã được phái đến săn con cọp dữ ấy nhưng không thành công.
Trong một đêm vào năm 1968, một nhóm sáu lính thủy đánh bộ Mỹ tuần tra ở Quảng Nam chia phiên để nghỉ ngơi. Một thành viên trong nhóm cảm thấy có gì đó kéo chân mình chỉ có thể nhận ra một cái bóng lớn đứng bên cạnh mình trước khi nó trượt vào bóng tối. Cả nhóm im lặng và cái bóng màu đen trở lại, định tóm lấy một người trong nhóm. Cả nhóm nổ súng và sau đó họ phát hiện một con hổ rất lớn nặng đến 200 kg đã bị trúng đạn chết. Tuy vậy, những tiếng súng này khiến vị trí của nhóm lính Mỹ bị lộ và họ được lệnh lập tức phải rời vị trí để trở về căn cứ.

## Các vụ việc gần đây

### 2006-2009

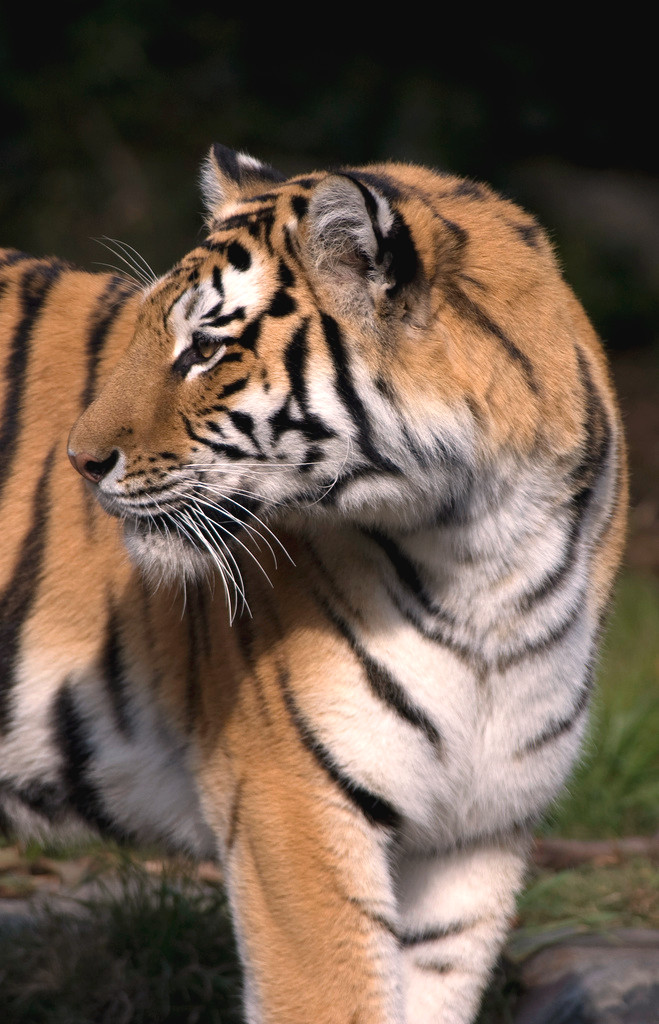
Con hổ Tatiana đã có hai vụ tấn công người cách nhau một năm

Tháng 12 năm 2006, tại vườn thú San Francisco, Mỹ - Vụ một con hổ Mãn Châu có tên là Tatiana lúc này được 03 tuổi đã tấn công một nhân viên vườn thú khi cô cho ăn khiến một cánh tay của cô này bị thương nặng.
Tháng 12 năm 2007, cũng tại vườn thú San Francisco, Mỹ - Vụ con hổ Tatiana này xổng chuồng đã giết chết một khách tham quan và làm bị thương hai người khác trước khi bị bắn hạ, các nhân viên an ninh đã bắn hạ Tatiana khi nó đang tấn công một nạn nhân. Cả ba nạn nhân của vụ này đều là thanh niên và là khách tham quan vườn thú. Xác một người được tìm thấy ngay gần chuồng hổ trong khi hai nạn nhân khác vẫn trong tình trạng nguy kịch. Vụ việc xảy ra vào ngày Giáng sinh. Ban đầu những nhà quản lý cho rằng chuồng thú giam con hổ này cao 5,5 m, nhưng sau này họ phải thú nhận rằng nó chỉ cao 3,8 m. Nguyên nhận là do ba người đàn ông bị tấn công đã trêu chọc khiến con hổ tức giận và xổng chuồng tấn công.
Tháng 12 năm 2007, vụ hổ xé nát tay khách tham quan ở Ấn Độ. hai con hổ tại vườn thú của thành phố Guwahati tấn công Jayaprakash Bezbaruah, một người đàn ông, sau khi ông cố gắng trèo qua hàng rào để chụp ảnh chúng. Đó là một tai nạn đáng tiếc và sự bất cẩn của nạn nhân là một phần của nguyên nhân. Nạn nhân phớt lờ những lời cảnh báo, vượt qua hàng rào an toàn và cho tay vào chuồng của một cặp hổ. Hai con vật vồ lấy tay và cắn xé. Lực lượng cứu hộ đưa nạn nhân tới bệnh viên nhưng đã chết do mất máu.
Năm 2008, tại vườn thú San Francisco của Mỹ- xảy ra vụ hổ tấn công ba người đang say rượu trong đó con hổ đã giết chết một người, đây được coi là một vụ việc hy hữu khi khi ba người đàn ông uống rượu say xỉn tới vườn thú này những người này đã đứng trên lan can chuồng rồi la hét và khua tay chế giễu kích động khiến con hổ nhảy lên cắn xé, một trong 3 người bị chết tại chỗ.
Tháng 11 năm 2008, tại vườn thú ở Singapore- Vụ ba con hổ trắng Bengal cắn chết một nhân viên khi ông này vào khu vực gần chuồng hổ để làm nhiệm vụ dọn vệ sinh, nhân viên vườn thú vừa nhảy vào con kênh bao quanh khu vực chuồng hổ. Cả ba con hổ trắng này đều là thú đã trưởng thành, mỗi con nặng khoảng 100 kg, khi chúng nhìn thấy nạn nhân xuất hiện, cả ba con hổ trắng liền xổ vào cắn xé, các đồng nghiệp trong tìm cách thu hút sự chú ý của chúng rồi kéo nạn nhân ra khỏi khu vực nguy hiểm. Nạn nhân được đưa đi cấp cứu tại bệnh viện nhưng đã chết trên đường đi cấp cứu do vết thương quá nặng.
Tháng 9 năm 2009, tại vườn thú Khu du lịch Đại Nam, tỉnh Bình Dương, Việt Nam - Vụ hổ sổng chuồng cắn chết nhân viên vườn thú. Ba nhân viên đang trồng cây xanh bất ngờ bị một con hổ Đông Dương vằn vàng có trọng lượng khoảng 200 kg chuồng kế bên nhảy qua vách ngăn cao 3m tấn công. Một người bị hổ cắn chết tại chỗ. Nhóm nhân viên đang trồng cây xanh cho sân chơi trong chuồng hổ trắng thì bất ngờ một con hổ vàng từ chuồng kế bên nhảy bổ qua bờ tường vách ngăn cao khoảng 3 m, một nhân viên nhảy xuống hồ nước bảo vệ và lặn trốn bên dưới, nhân viên khác bị hổ vồ vào vùng cổ và đầu gây trọng thương, công nhân còn lại bị hổ cắn chết, người bị chết là do thấy hổ lao đến tấn công đồng nghiệp, anh chạy lên dùng gậy đánh để giải cứu thì hổ bất ngờ quay sang cấu xé khiến anh này tử vong tại chỗ. Nguyên nhân tấn công là do các con hổ đã bị hoảng sợ khi nhân viên vườn thú dùng cần cẩu để trồng cây xanh, bị hoảng loạn do tiếng động mà nhóm nhân viên làm việc gây ra, hung dữ hơn vì đang giai đoạn động dục và được ăn nhiều thịt sống, tường ngăn không đủ cao đã dẫn đến sự việc trên
Năm 2009, ở một vườn thú ở Trung Quốc - Vụ hổ tấn công người, cảnh sát đã bắn chết hai con hổ Mãn Châu sau khi nó vồ một công nhân vườn thú Trong những năm gần đây, tại Trung Quốc đã xảy ra nhiều vụ hổ vồ người trong vài năm trở lại, đã xảy ra một số trường hợp hổ tấn công người.

### 2010-2012
Tháng 6 năm 2010, tại Malaysia - Vụ một con hổ tấn công một người nhặt trái petai, con hổ đã rình ở phía sau, nó im lặng cho đến khi nhảy vồ lấy nạn nhân, sau đó bắt đầu gầm rống, tuy nhiên nạn nhân là một thanh niên đã chống trả và đuổi con hổ này bỏ chạy, kết quả vụ tấn công đã để lại cho nạn nhân một vết thương dài 15,2 cm và sâu 10 cm trên lưng, cùng một số vết thương khác trên tay và chân, nạn nhân đã sau đó đã tự lết hơn 1,5 km ra khỏi rừng để về nhà với toàn thân bê bết máu, sau đó vì vết thương quá nặng nên đã kịp thời chuyển đi điều trị.
Tháng 1 năm 2011, tại một Trung tâm gây giống ở Thành phố Hải Lâm, tỉnh Hắc Long Giang ở Trung Quốc - Vụ một tài xế bị một con hổ Mãn Châu vồ chết. Một tài xế xe du lịch họ Kim đã bị hổ vồ đến chết trong khi đang xuống xe kiểm tra động cơ, người đàn ông này bị con hổ tấn công và kéo vào vùng cây cối rậm rạp, nạn nhân chết ngay tại chỗ.
Tháng 7 năm 2011 tại xã Quảng Tiến, Giang Điền, Đồi 61 thuộc huyện Trảng Bom, Đồng Nai, Việt Nam, trong ba ngày, người dân bất an với thông tin có hai con hổ sổng chuồng, hàng đêm về rình mồi tại trại heo của người dân. Khu vực bắt nguồn từ thông tin có hổ là trại chăn nuôi heo ở gần đó, người ta nghe chó sủa dữ dội ở góc chuồng heo, sau đó con chó chạy ngược vào nhà, đến sáng thì phát hiện có những dấu chân to lớn ở sau nhà, trên đống cát cũng in rõ hai loại dấu chân. Từ đó, cứ đêm đến là các hộ dân ở đây đóng kín cửa không dám ra ngoài. Nguồn gốc hai con hổ được cho là của một doanh nghiệp trên địa bàn huyện Trảng Bom bị sổng.
Tháng 2 năm 2012 tại Công viên hoang dã, ở Tế Nam, Sơn Đông, Trung Quốc có vụ Đàn hổ tám con tấn công xe chở khách. Tại đây xảy ra vụ việc tấn công xe chở du khách tham quan của tám con hổ Bengal. Đàn hổ đói đã cắn thủng lốp và phá vỡ kính chắn gió của chiếc xe safari chở 28 người. Phải mất 10 phút, nhân viên công viên mới có mặt để ứng cứu. Lúc này, những con hổ đã kịp nhảy lên xe và phá tiếp cửa kính. Rất may, 27 du khách không bị thương, riêng tài xế xe buýt bị hổ cào ở tay.
Tháng 4 năm 2012, tại Công viên Quốc gia Chitwan của Nepal - Vụ một thanh niên bị hổ Bengal vồ chết khi đi cắt cỏ, đây là một vụ hổ tấn công người hi hữu khiến một chàng trai 17 tuổi chết thảm, nạn nhân này cùng đi cắt cỏ với bốn người bạn, khi hổ tấn công, bốn người cùng đi với nạn nhân đã trốn thoát. Vụ hổ tấn công người nói trên là cực kỳ hi hữu vì hiện tượng hổ tấn công người hầu như không xảy ra trong những năm qua do số lượng hổ trong khu vực đã giảm đi đáng kể.

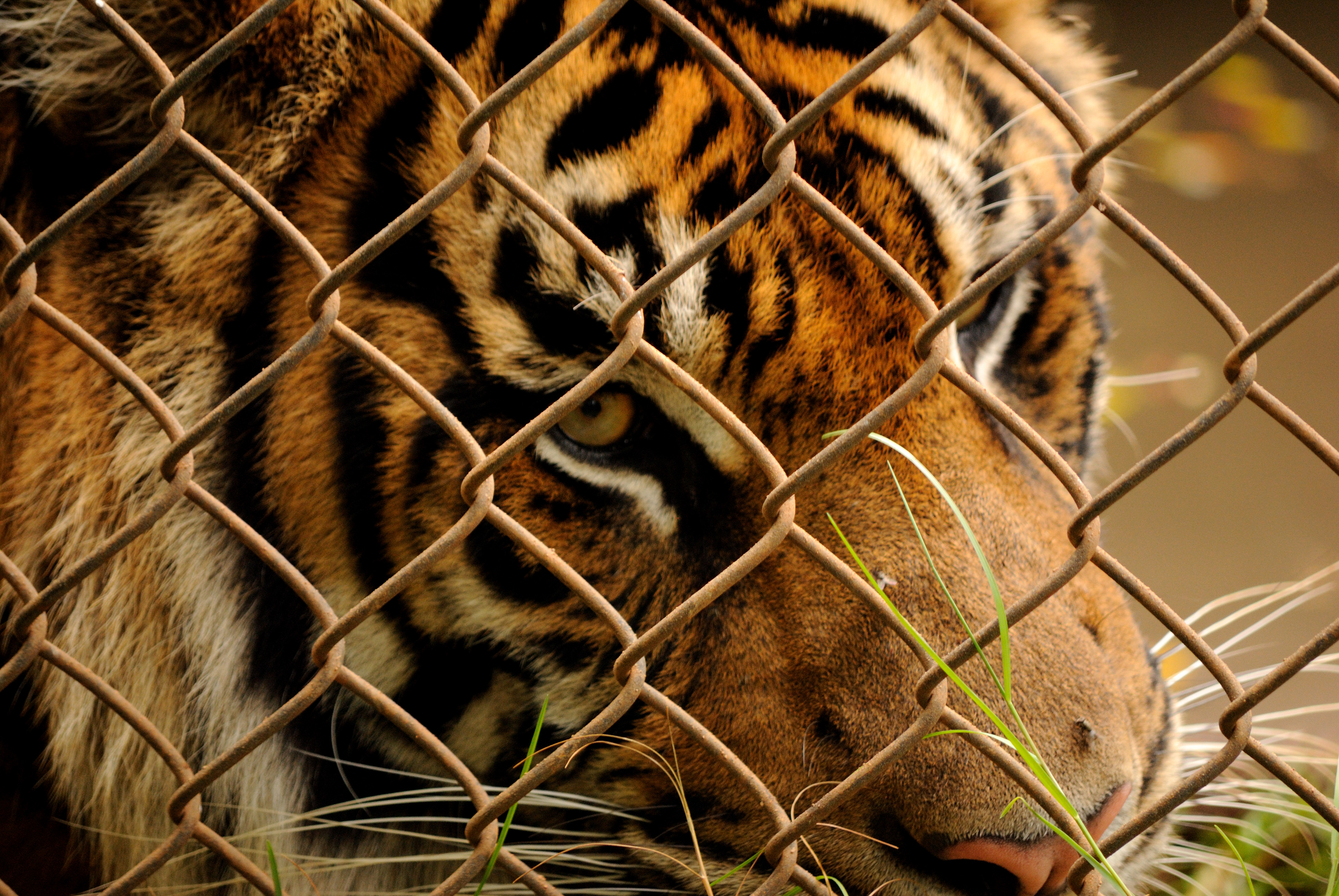
Tuy bị giam cầm trong các vườn thú nhưng hổ không hề mất đi tính hoang dã và hung dữ và đã có không ít thông tin về các vụ hổ nuôi tấn công giết chết người tại các vườn thú

Tháng 7 năm 2012, tại vườn thú Copenhagen ở Đan Mạch - Vụ một thanh niên 21 tuổi được phát hiện nằm chết trong một chuồng hổ, nạn nhân chết ngay tại chỗ vì dính một cú cắn ngay cổ họng, chứng cứ đều cho thấy anh ta bị cọp cắn chết vì xung quanh anh ta là ba con hổ Mãn Châu. Đây là lần đầu tiên trong lịch 152 năm của vườn thú xảy ra sự cố này.
Tháng 8 năm 2012, tại vườn thú Cologne, Đức - Vụ con hổ đực có tên là Altai, thuộc giống hổ Mãn Châu thoát khỏi chuồng và nó đã giết chết một nữ nhân viên 43 tuổi, nguyên nhân do khóa cửa chuồng nuôi nhốt không đóng chặt, nên con hổ chạy ra ngoài. Con hổ sau bị giám đốc vườn thú dùng súng trường bắn chết con người phụ nữ xấu xổ qua đời do bị thương quá nặng.
Tháng 9 năm 2012, tại Vườn bách thú Bronx ở New York, Mỹ - Vụ một thanh niên rơi vào chuồng hổ nên đã bị hổ vồ. Một người đàn ông 25 tuổi bị hổ vồ sau khi bất thình lình nhảy vào chuồng cọp từ độ cao 6m từ một con tàu và rơi xuống gần con hổ Mãn Châu nặng hơn 180 kg tên là Bachuta. Con hổ đã tấn công trong vòng 10 phút, các nhân viên của vườn thú phải dùng bình cứu hỏa để đuổi nó ra khỏi người đàn ông và nạn nhân được đưa tới cấp cứu tại bệnh viện trong tình trạng nguy kịch, phía lưng của nạn nhân bị một vết cắt rất sâu, các bác sĩ đã cứu được đôi chân, nạn nhân còn tơi tả với các vết thương vỡ xương chậu, vỡ vai phải, gãy một xương sườn bên phải, tổn thương một bên phổi, vỡ mắt cá chân bên phải.
Tháng 10 năm 2012, vụ hổ vồ người tại công viên safari Bát Đạt Lĩnh dưới chân dãy Vạn Lý Trường Thành, huyện Diên Khánh (tây bắc thủ đô Bắc Kinh của Trung Quốc). Nạn nhân là một du khách lớn tuổi đã bị hổ tấn công và bị thương nặng.
Tháng 12 năm 2012, tại vườn thú ở thành phố Liberec, miền bắc nước Cộng hòa Czech - Vụ một con hổ trắng 7 tuổi, tên là Paris sổng chuồng, tấn công 3 người. Nó đã sổng chuồng và tấn công 3 nhân viên, một người bị hổ tấn công đã phải nhập viện với nhiều vết thương trên đầu, song các vết thương này không đe dọa tới tính mạng, hai người khác bị hổ tấn công cũng bị thương nhẹ và được đưa tới bệnh viện địa phương điều trị.
Tháng 12 năm 2012, tại quận Betong ở tỉnh Yala, miền nam Thái Lan - Vụ hổ vào làng ăn thịt 2 người cạo mủ cao su, có một con cọp giết chết hai người trong không đầy một tuần sau khi một phụ nữ bị vồ chết trong đồn điền cao su không xa địa điểm xảy ra vụ tấn công trước đó, cô này bị hổ cào xé ở mặt và lưng ngay trước mắt chồng khi cả hai đang cạo mủ cao su, chồng của nạn nhân nói trên đã cố gắng cứu vợ bằng cách bắn con cọp nhưng cuối cùng ông lại phải trèo lên cây lánh nạn. Cả đêm đó, người chồng ở trên cây, con hổ đã quay lại ăn thịt vợ ông, sau đó ông này bắn thêm phát nữa và con hổ chạy mất. Trước đó những dấu chân của một con hổ trưởng thành được thấy gần thi thể đã mất đầu và bị cào xé một nạn nhân khác tại một đồn điền khác ở Yala gần biên giới với Malaysia, thủ phạm cả hai vụ tấn công được cho là cùng một con hổ, vụ thứ nhất xảy ra cách vụ thứ hai chưa đầy 10 km.

### 2013
Tháng 2 năm 2013, tại sân khấu rạp xiếc Hermanos Suarez diễn ra ở Etchojoa bang Sonora miền Bắc México - Vụ việc một con hổ đã tấn công và giết chết nghệ sĩ biểu diễn xiếc thú trên sân khấu. Huấn luyện viên, nghệ sĩ xiếc thú là Alexander Crispin Suarez khi đi sau lưng một con hổ, nó bất ngờ dừng lại, vật anh này xuống đất và cào cấu, một đồng nghiệp khác lập tức xuất hiện, dùng thanh kim loại đánh tới tấp con hổ nhưng nó vẫn không nhả người. Khán giả la hét hoảng loạn còn những nhân viên khác trong rạp xiếc vội xuất hiện can thiệp, Suarez được đưa đến bệnh viện nhưng đã chết vì mất máu nhiều.
Tháng 3 năm 2013, ở làng Muaro Sebo thuộc tỉnh Jambi, Indonesia - Vụ hổ Sumatra vào làng vồ người. Một người đàn ông bị hổ tấn công nối dài thêm danh sách những trường hợp bị hổ tấn công. Nạn nhân bị thương nặng ở bắp đùi chân phải sau khi hổ tấn công, đầu tiên ông này phát hiện dấu chân hổ in trên nền đất khi đang khai thác cao su tại một đồn điền gần làng. Ông vội chụp hình lại và chạy vội về làng cảnh báo người dân nhưng rên đường về, ông bất ngờ đối mặt với một con hổ phục kích, nạn nhân đã vớ khúc gỗ gần đó đánh trả nhưng con hổ vẫn tiếp tục lao tới vồ vào đùi trái khiến ông bị thương nặng, trong lúc con hổ hụt đà, nạn nhân đã kịp trèo lên cây thoát nạn. Con hổ vẫn không chịu đi ngay mà vẫn tiếp tục gầm gừ bên dưới gốc cây, trong khi ông này đang đau đớn vì vết thương quá nặng. Người dân ở làng đều đóng kín cửa và ở trong nhà.
Quý I năm 2013, tại khu bảo tồn quốc gia Kerinci Seblat, nằm ở địa phận ba tỉnh Jambi, nam Sumatra và Bengkulu của Indonesia - Vụ xảy ra hai trường hợp hổ tấn công làm một người bị chết, một người bị thương và hai con hổ bị chết vì bẫy điện.
Tháng 4 năm 2013, tại rạp xiếc Isis Shrine ở khu trung tâm Bicentennial, thành phố Salina, bang Kansas của Mỹ - Vụ hổ sổng chuồng nặng 113 kg trong nhà vệ sinh nữ, Một phụ nữ ở Mỹ, dắt cô con gái 3 tuổi đi vệ sinh bất ngờ gặp phải nó. Con hổ hổ này vừa có tiết mục biểu diễn trong chương trình, tuy nhiên nó đã nhân cơ hội chạy thoát khỏi chuồng và đi lang thang ở khu vực nhà vệ sinh nữ. Các nhân viên rạp xiếc đã phải lập tức đóng hết mọi cánh cửa để ngăn không cho nó thoát ra ngoài. Rất may là nó không tấn công. Người mẹ thì hoảng sợ trong khi cô con gái thì chỉ muốn biết liệu chú hổ kia đã rửa sạch tay chưa.
Tháng 5 năm 2013, tại bên rìa Rừng quốc gia Chitwan ở miền Trung Nepal xảy ra vụ hổ xé xác 2 người. Nạn nhân đầu tiên của con hổ là một người đàn ông 75 tuổi bị giết khi đang ở cùng với người con dâu. Ông bị kéo lê khỏi một túp lều trong khi cô không nghe thấy bất cứ âm thanh nào từ vụ tấn công. Sáng hôm sau, mọi người nhìn thấy vết máu và bắt đầu lần theo vào tận rừng sâu và tìm thấy thi thể không còn nguyên vẹn của nạn nhân. Nạn nhân tiếp theo của con hổ là một người đàn ông 31 tuổi, bị giết chết khi nỗ lực cùng dân làng vào rừng săn mãnh thú. Nạn nhân tiếp theo của con hổ là một người đàn ông 31 tuổi, bị giết chết khi nỗ lực cùng dân làng vào rừng săn mãnh thú.
Tháng 5 năm 2013, tại công viên thú hoang dã South Lakes tại Dalton-in-Furness, Anh - Vụ hổ Sumatran vồ chết một nhân viên sở thú. Vụ việc xảy ra khi một nhân viên sở thú đã bị giết bởi con hổ mà cô phụ trách chăm sóc. Nạn nhân có tên là Sarah McClay, 24 tuổi, đã chết thảm sau khi bị hổ tấn công, đang cho hổ ăn hoặc làm sạch lồng khi bất ngờ bị vồ, cô được đưa đến bệnh viện Royal Preston để cấp cứu bằng máy bay trực thăng nhưng không qua khỏi do vết thương quá nặng. Con hổ tấn công Sarah đã ở vườn thú từ khi nó con nhỏ, đến bây giờ nó đã được 10 tuổi. Nó vồ rồi kéo nạn nhân vào chuồng, cô bị thương nặng ở cổ, lưng, ngực, cánh tay và chân trái. Xương sống gãy, xương sườn vỡ nát, tủy sống trào ra khiến cô mất mạng.
Tháng 6 năm 2013, tại sở thú thành phố Novosibirsk của Nga - Vụ một nữ nhân viên sở thú bị hổ vồ chết khi nữ nhân viên vào chuồng hổ dọn dẹp, cánh cửa khu vực cách ly con hổ trong chuồng không được khóa nên các con hổ đã xông vào tấn công, cô đã bị những con hổ tấn công khiến cô chết tại chỗ do vết thương quá nặng.

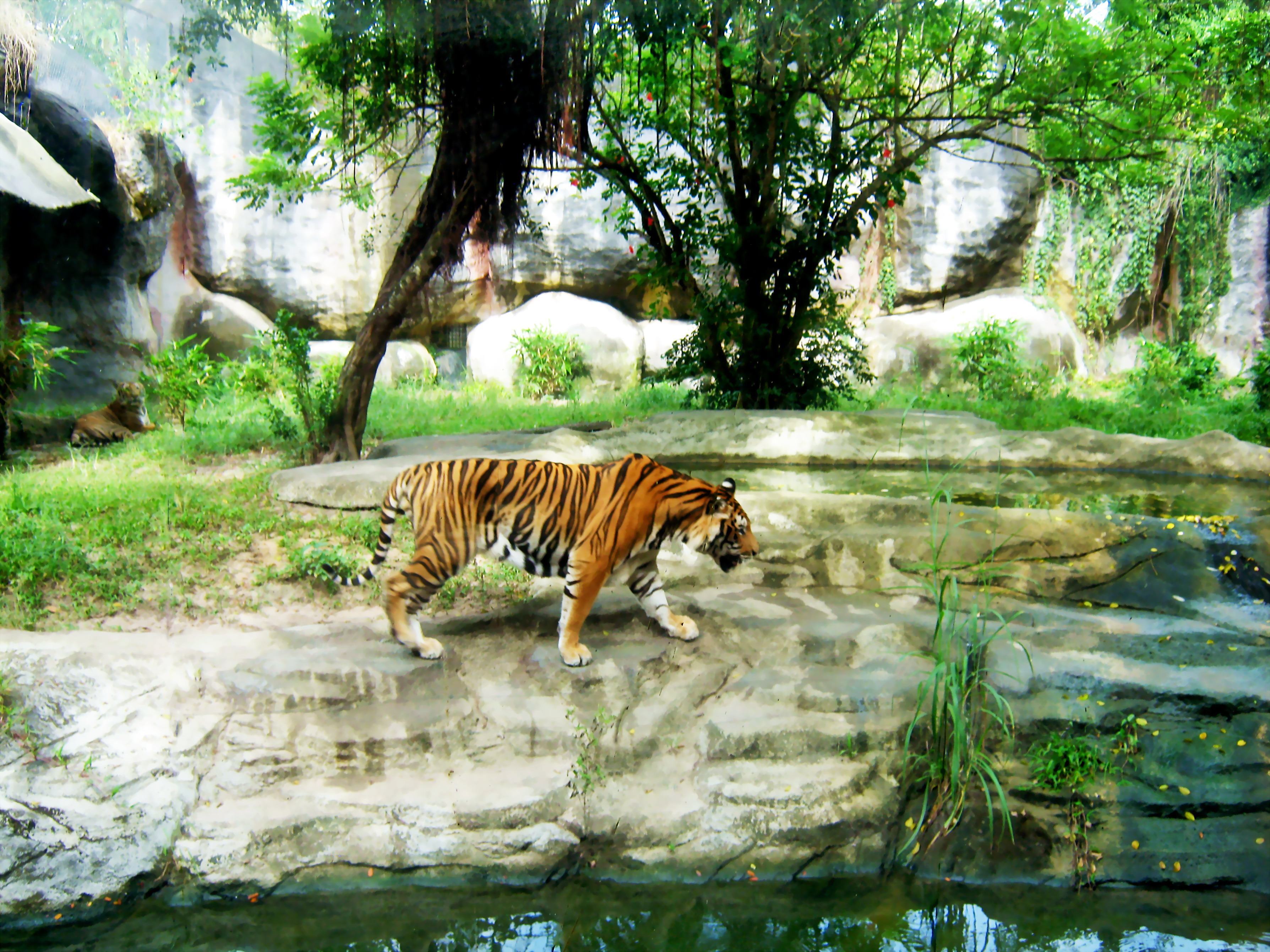
Hổ Đông Dương ở Khu du lịch Đại Nam

Tháng 7 năm 2013, tại sở thú ở miền bắc nước Ý - Vụ một ông cụ 72 tuổi mất mạng vì cho hổ ăn, ông cụ 72 tuổi nhân viên chăm sóc vườn thú đã bị ba con hổ tấn công sau khi chui vào chuồng cho chúng ăn, vợ ông đã nhanh chóng bấm còi báo động nhờ giúp đỡ, tuy vậy, khi lực lượng cứu hộ có mặt tại hiện trường thì ông này đã chết
Tháng 7 năm 2013, tại vườn quốc gia Núi Leuser, phía bắc đảo Sumatra ở Indonesia - Vụ năm người đàn ông được phát hiện mắc kẹt trên cây ba ngày sau khi họ bị một bầy hổ Sumatra đuổi bắt. Bốn con hổ đã vồ chết một người bạn của họ trước đó và chúng vẫn kiên nhẫn vờn quanh gốc cây, không ngừng gầm gừ hù dọa con mồi. Nguyên nhân vụ truy sát này là do những người trên vô tình giết chết một con cọp con khi vào khu vực này để tìm trầm. Nhóm người đã cài bẫy bắt nai và linh dương lấy thức ăn, nhưng lại bẫy nhầm một con cọp con làm chết nó. Những con cọp lớn ngay lập tức tấn công trả thù, giết chết một thanh niên 28 tuổi, năm người còn lại chạy thoát lên cây. Dân làng lần theo chỉ dẫn, đã đến được nơi họ gặp nạn nhưng buộc phải rút lui khi nhìn thấy bầy cọp ban đầu có bảy con hổ canh gác dưới gốc cây nhưng khi nhóm cứu hộ đến thì chỉ còn ba con. Cả sáu người đều leo kịp lên cây nhưng một người không may ngã xuống đất do cành cây gãy và bị hổ vồ đến chết. Đội cứu hộ gồm 30 binh sĩ, cảnh sát và các nhà bảo tồn cũng đã giải cứu được họ, những người huấn luyện thú trong nhóm dụ được bầy cọp đi chỗ khác để giải cứu thành công nhóm người đã lả đi vì kiệt sức, họ đều ở trạng thái rất yếu, bị mất nước, đói và hoảng sợ, họ sống sót nhờ uống nước mưa cầm hơi.
Tháng 9 năm 2013, tại vườn thú Munster, Đức - Vụ một nhân viên sở thú bị một con hổ Mãn Châu tên Rasputin giết chết chỉ vì quên không khóa cửa chuồng khi nhân viên sở đặt thức ăn ở khu vực bên ngoài chuồng hổ, ông này đã không khóa cửa bao vây bên trong đúng cách, do đó hổ đã xổng chuồng, nhảy ra tấn công, con vật hung dữ lao tới vồ vào người và cắn vào cổ họng khiến ông ta chết ngay lập tức chỉ với vết cắn duy nhất ở cổ họng. Vụ việc thảm khốc trên xảy ra ngay trước mắt các khách tham quan. Vụ việc khiến người ta nhớ đến tai nạn xảy ra cách đây không lâu về vụ cô Sarah McClay đã thiệt mạng vì bị một con hổ Sumatra tấn công.
Tháng 9 năm 2013, tại Đền Hổ, Thái Lan, một du khách Anh là một nạn nhân khác của dịch vụ vui đùa cùng hổ ở Thái Lan. Tai nạn xảy ra, nữ du khách liều lĩnh tới gần một con hổ và thích thú khi được vuốt ve và chụp ảnh cùng chúa sơn lâm. 
Tuy nhiên, chỉ vài phút sau khi chụp được bức ảnh "để đời", con hổ dữ nhảy bổ vào người cô gái 19 tuổi, đẩy cô xuống mặt đất rồi vồ và cắn thẳng vào đùi cô. Rất may là đội cứu hộ có mặt và giải cứu cô. Nạn nhân sau đó được chuyển đến bệnh viện Memorial Kanchanaburi của Thái Lan và phải khâu hàng chục mũi.
Tháng 10 năm 2013, tại Công viên động vật hoang dã ở vùng Wynnewood, trung tâm bang Oklahoma, Mỹ - Vụ một con hổ xé tay nhân viên vườn thú, theo đó một con hổ đực trưởng thành đã cắn, xé tay trái của nhân viên sau khi cô đưa tay vào chuồng, ngay khi bị tấn công, nạn nhân vội vã kéo tay ra ngoài, vết thương nghiêm trọng dù vẫn chưa đứt lìa nhưng con cọp đã tàn phá cánh tay của cô. Con cọp đang ở trong chuồng của nó, cô nhân viên này đã chống tay vào chuồng và hành động đó được xem là xâm nhập vào khoảng không gian riêng của hổ và nó đã kích động tấn công.
Tháng 11 năm 2013, tại sở thú Australia xảy ra vụ việc một người đàn ông ở Australia may mắn thoát chết sau khi bị con hổ do chính anh huấn luyện cắn vào cổ và vai khi đang biểu diễn cho nhiều khách du lịch xem, con hổ tấn công cũng từng được nạn nhân nuôi nấng, chăm sóc, khi xảy ra vụ tấn công, ba nhân viên sở thú lập tức lao tới để cứu nạn nhân. Một người trong số họ dùng cây thước đánh con hổ, trong khi hai người còn lại đưa nạn nhân ra ngoài và đem đi cấp cứu.
Tháng 12 năm 2013, tại vườn thú ở Thượng Hải, Trung Quốc xảy ra vụ hổ Hoa Nam vồ chết người. Vụ tai nạn xảy ra khi nhân viên vườn thú 56 tuổi họ Châu bước vào chuồng của một con hổ Hoa Nam đực 9 tuổi tên là có tên Yingying khi nó chưa được cho ăn để dọn dẹp thì con hổ tấn công khiến ông thiệt mạng. Khi không thấy ông này trở ra, đồng nghiệp tới chuồng của con hổ thì thấy ông Châu đã chết người điều hành vườn thú loại trừ khả năng đói là nguyên nhân của vụ tấn công.
Tháng 12 năm 2013, tại Vườn quốc gia Jim Corbett, bang Uttar Pradesh ở Ấn Độ có vụ 7 người đã bị một con hổ cái đi lạc từ vồ chết. sau đó, cán bộ kiểm lâm của bang Karnataka cũng bắt sống một con hổ được cho là đã cướp đi tính mạng của ba người dân. Các vụ giết người gây nên tình trạng căng thẳng trong khu vực có hổ sinh sống. Nhiều nông dân bang Karnataka đã nổi giận vì chính quyền địa phương không đề ra được các biện pháp giữ an toàn. Họ đã phá hoại một trụ sở kiểm lâm, đồng thời đe dọa sẽ tự thực thi pháp luật.

### 2014

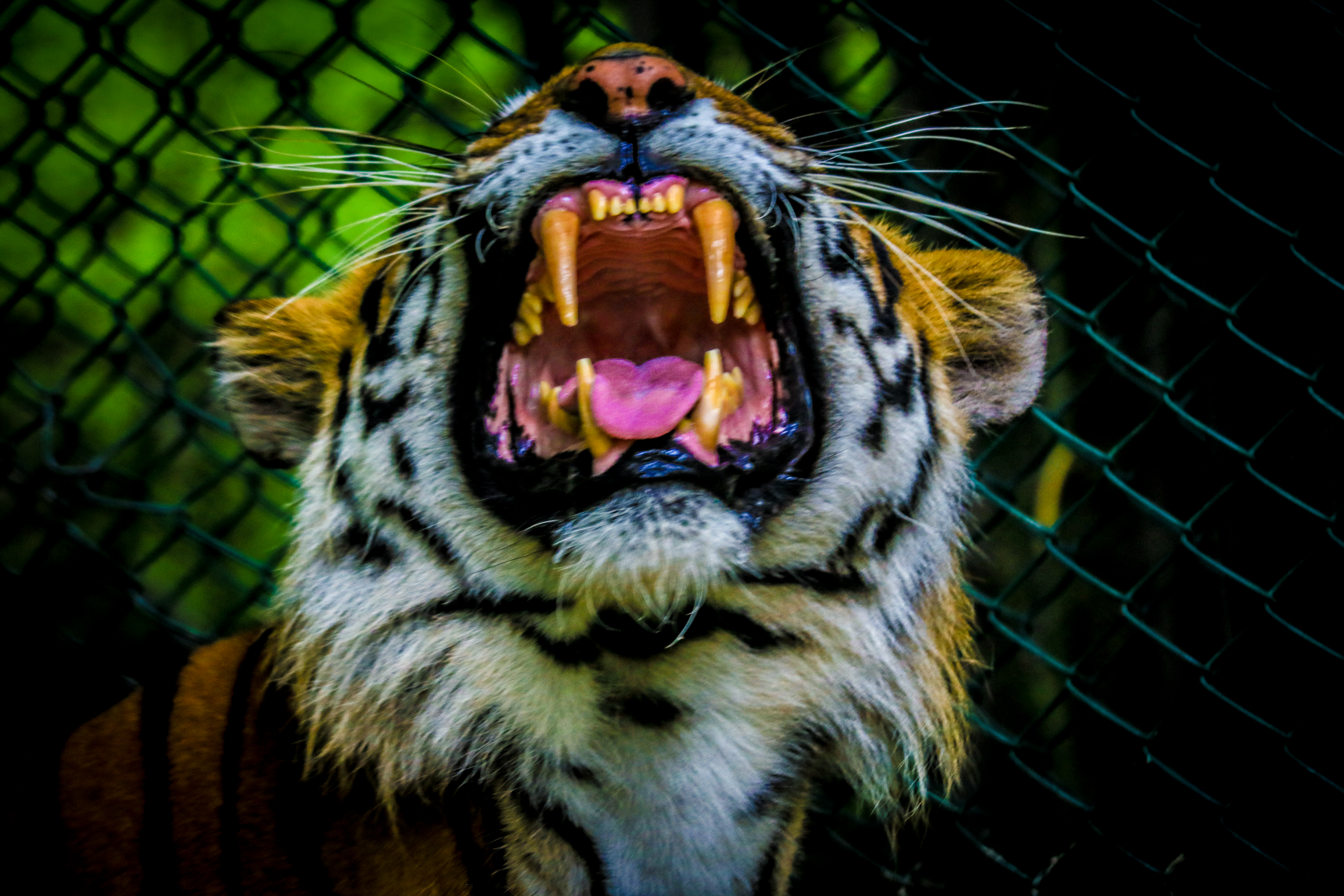
Những con hổ nuôi nhốt không hề mất đi tính hoang dã và sẵn sàng tấn công người khi con người sơ ý

Tháng 1 năm 2014, tại khu rừng Doddabetta thuộc khu nghỉ mát núi Ooty bang Tamil Nadu, phía nam Ấn Độ đã xảy ra vụ hổ vồ chết ba người đồng thời khiến chính quyền buộc phải đóng cửa 45 trường học để đảm bảo không có thêm nạn nhân. Vụ tấn công gần đây nhất xảy ra vào tuần trước tính từ ngày kể từ 4 tháng 1 năm 2014. Nạn nhân là một phụ nữ đang làm việc tại một vườn chè gần quận Nilgiris, đây là người thứ ba bị con hổ tấn công. Sau đó, quan chức địa phương cho biết các cán bộ kiểm lâm tiến sâu vào trong rừng để lần theo dấu vết con hổ và đã bắn chết được nó. "Kẻ ăn thịt người" cũng được cho là thủ phạm tấn công một số con bò rừng chỉ vài giờ trước khi bị các tay súng hạ sát.
Tháng 1 năm 2014 tại bang Uttar Pradesh, miền Bắc Ấn Độ xảy ra một loạt vụ việc về một con hổ hoang dã được cho là đã vồ chết nạn nhân thứ tám trong hai tháng. Nạn nhân mới nhất của hổ dữ là một nông dân khi con hổ đã vồ người đàn ông đang làm việc trên cánh đồng kéo, tha con mồi vào rừng và xé xác. Các thợ săn địa phương theo dõi con thú vô hình này cho biết, nó rất khôn, biết ngụy trang và rất khó bắt. một thông tin khác cho biết là Một con hổ khác được cho là đã giết 4 dân làng tại bang Utta Pradesh ở phía bắc trong tháng 1 năm 2014. Các nhà bảo tồn cho rằng cho những thị trấn, ngôi làng ở Ấn Độ xâm lấn vào môi trường sống tự nhiên của loài hổ, dẫn đến những sự việc chết người tương tự xảy ra. Chính phủ Ấn Độ đã ghi nhận hàng loạt trường hợp hổ vồ chết người trong thời gian gần đây. Trong vòng chưa đầy một tháng, có 17 người đã thiệt mạng trong các vụ tấn công.
Tháng 2 năm 2014 tại bên ngoài một ngôi làng Kalgarh trong tiểu bang Uttarakhand miền Bắc Ấn Độ ở vườn quốc gia Jim Corbett, xảy ra vụ việc một con hổ Bengal đã thoát khỏi vườn quốc gia và vồ một người đàn ông 50 tuổi, khi dân làng dùng gậy gộc, cuốc xẻng để xua đuổi thì con hổ đã sợ hãi và thả con mồi. Tuy nhiên, nạn nhân vẫn tử vong do bị thương quá nặng và con hổ đã ăn một phần chân của người đàn ông này trước khi bị xua đuổi Đây đã là nạn nhân thứ 10 của con hổ này. Nạn nhân đầu tiên là một người đàn ông 65 tuổi bị con hổ tấn công, cắn chân và bụng khi ông đang đi kiếm củi. Nhiều người dân đã sợ hãi không dám ra ngoài, chính quyền bang phải thuê 3 thợ săn truy lùng con hổ này. Một báo cáo khác cho biết con hổ săn mồi lần đầu tiên vào cuối tháng 12 năm 2003 khi nó tấn công một phụ nữ 65 tuổi ở bang Uttar Pradesh. Thi thể những nạn nhân của nó thường không còn nguyên vẹn.
Tháng 2 năm 2014, vụ một con hổ Bengal tấn công một thanh niên ở Trung Quốc. Đây là một vụ việc hi hữu khi một thanh niên bị trầm cảm và tâm thần nhẹ đã hiến thân cho hổ vồ trong lồng, nạn nhân đã nhảy múa và có những cử chỉ bất thường trước hai con hổ Bengal. Con hổ cái bỏ đi trước các hành động kỳ quặc trên, còn lại con hổ đực quay sang tấn công. Ccon hổ chỉ ngoạm rách quần áo và nạn nhân thoát nạn khi con hổ bị các nhân viên sở thú bắn phi tiêu gây mê. Nạn nhân cho rằng mình thấy chán nản khi thấy những chú hổ thật cao quý và tuyệt vời này lại bị nhốt trong lồng mà không được sống theo bản năng tự nhiên của chúng. Sau đó, đã quyết định hy sinh bản thân mình để những con hổ lấy lại cảm giác săn mồi.
Tháng 6 năm 2014, vụ hổ lao lên thuyền vồ người tại công viên quốc gia Sundarbans của Ấn Độ. Một con hổ Bengal bất ngờ chồm lên chiếc thuyền của ba cha con đang bắt cua giữa sông, cắn cổ người cha lôi vào rừng trước sự bất lực của những người chứng kiến. Người con của nạn nhân thuật lại rằng con hổ đã hất nạn nhân lên lưng rồi nhảy những bước lớn mất hút vào rừng bất chấp việc hai người đã cố hết sức đánh con thú bằng gậy và dao nhưng vô ích.
Tháng 8 năm 2014, vụ hổ đói nhảy lên thuyền tấn công người, tha một phụ nữ vào rừng, nạn nhân đang cùng chồng đánh bắt cua tại khu vực Sunderbans, trên thuyền vẫn còn một người lái, nhưng tất cả đều chịu bất lực nhìn con hổ kéo người phụ nữ vào rừng rậm Pirkhali. Các nhân chứng cho biết, họ nghe thấy một tiếng kêu lớn và nghĩ rằng đó là tiếng sét. Con hổ lớn bỗng nhiên nhảy lên giữa thuyền. Nó lao tới tấn công và ngậm nạn nhân rong miệng. Sau khi tấn công nó nhảy vọt khỏi thuyền và biến mất vào rừng. Tính vụ việc này thì đây đã là vụ hổ vồ thứ sáu trong năm 2014 ở Sunderbans.
Tháng 8 năm 2014, vụ một trẻ em nghịch dại vuốt ve hổ dữ, bị cắn nát tay tại sở thú ở Cascavel, Brazil. Một cậu bé ùng cha thăm công viên đã không nghe lời cảnh báo thò tay vào chuồng hổ vuốt ve con thú và bị cắn nát tay. Sự việc này rút một bài học kinh nghiệm cho các bậc phụ huynh khi đưa con em mình đi chơi sở thú là phải luôn chú ý đến các em.
Tháng 8 năm 2014, vụ hổ vồ người tại công viên Bát Đạt Lĩnh dưới chân dãy Vạn Lý Trường Thành huyện Diên Khánh (tây bắc thủ đô Bắc Kinh của Trung Quốc), nạn nhân là một nhân viên tuần tra đã bị hổ vồ chết do bước ra ngoài xe ô tô.
Tháng 9 năm 2014, vụ hổ trắng giết người say rượu trong vườn thú ở Ấn Độ. Một nam thanh niên, nhảy vào chuồng hổ trắng tại vườn thú New Delhi bất chấp sự can ngăn của nhiều người. Ngay sau khi thanh niên trượt chân và ngã xuống con hào, con hổ tiếp cận rồi quan sát người này trong gần 15 phút, sau đó con hổ trắng vồ và cắn cổ nam thanh niên. Anh ta đã quằn quại trong đau đớn, hai tay ôm đầu khi vật lộn với con hổ trong 10 tới 15 phút, dù mọi người đã dùng gậy và đá ném vào con hổ để cứu nam thanh niên nhưng con vật vẫn điên cuồng cấu xé nạn nhân.. Camera trong sở thú cho thấy sau khi rơi vào chuồng hổ, chàng thanh niên sợ hãi thu mình lại trong khi con hổ nhìn chằm chằm ở cự ly gần. Sau đó nó vồ lấy nạn nhân và kéo anh ta xung quanh chuồng. Sự việc kéo dài 15 - 20 phút mới có sự can thiệp của nhân viên sở thú. Tuy nhiên, lúc này nạn nhân đã qua đời.
Tháng 10 năm 2014, tại Công viên Vương quốc Hổ, Thái Lan, công viên nuôi hổ nổi tiếng ở Phuket cũng xảy ra vụ hổ tấn công người. Nạn nhân là du khách Australia. Khi ông bước vào trong lồng để vuốt ve con hổ thì đột nhiên con vật tấn công, các nhân viên nhanh chóng kéo nạn nhân đến nơi an toàn. Goudie bị thương ở bụng, chân và được đến bệnh viện Phuket cấp cứu. Sau đó dù từng bị hổ vồ, du khách vẫn quay lại thăm hổ. Bị hổ vồ khi đang vuốt ve nó ở Phuket, Thái Lan, vị khách người Australia vừa trở lại công viên và cho biết không còn cảm giác sợ hãi nữa. Nạn nhân đang chụp ảnh với hổ thì gặp chút trục trặc nên anh được nhân viên của công viên giúp đỡ. Tuy nhiên, sau đó con vật vồ và cắn vị khách, chủ công viên cho rằng con hổ chỉ cố gắng bảo vệ nhân viên làm ở đó.
Tháng 10 năm 2014, tại Công viên Leheledu, Trung Quốc, vụ một bé gái 8 tuổi ở Trung Quốc bị hổ cắn chết tại công viên giải trí ở Trùng Khánh. Sự việc xảy ra khi bé gái lẻn vào khu chuồng hổ của gánh xiếc thú để quan sát rõ hơn và không may bị ngã xuống trước hàng rào bảo vệ. Cô bé bị con vật vồ lấy và cắn xé trước sự kinh hãi của du khách. Dù được đưa đến bệnh viện, vết thương ở đầu và cổ quá nghiêm trọng khiến bé qua đời trước khi được các bác sĩ can thiệp. Gánh xiếc này được những người quản lý công viên thuê để mua vui cho du khách. Họ lập một hàng rào tạm thời để ngăn không cho những con vật gây hại cho người dân, nhưng tai nạn đáng tiếc đã xảy ra.

### 2015
Tháng 6 năm 2015, tại Khu sinh thái Trại Bò nằm ở huyện Diễn Châu, Nghệ An xảy ra vụ việc hổ cắn đứt cánh tay du khách. Một nữ du khách Việt Nam đứng ngoài rào sắt cùng đoàn khách tham quan, bị con hổ trắng bất ngờ với chân ra ngoài kéo vào cắn đứt cánh tay, nạn nhân đứng cạnh rào sắt thì bị con hổ trắng nhốt phía trong lao tới cắn vào cánh tay. Nhiều khách tham quan lúc đó cũng la ó, một số lấy gậy gộc chọc vào đầu con hổ để giải cứu nạn nhân.
Tháng 6 năm 2015 diễn ra vụ hổ trắng sổng chuồng vồ chết người ở Gruzia. Một con hổ trắng thoát khỏi vườn thú ở Gruzia sau trận mưa dông đã tấn công người đàn ông đến chết. Cảnh sát đã tiêu diệt con vật giết người gần quảng trường của thủ đô Tbilisi Những nạn nhân vừa bước vào kho hàng thì đột nhiên một con hổ trắng lao ra từ phòng liền kề và tấn công một người công nhân. Mọi người phá cửa sổ để chạy trốn sang phòng khác. Tiếng kính vỡ làm con hổ sợ và bỏ chạy. Con hổ đã trốn trong một nhà máy bỏ hoang, được biến thành một khu chợ bán đồ xây dựng khi nó tấn công người đàn ông. Cảnh sát muốn bắn thuốc mê, nhưng nó rất hung dữ, vì vậy buộc phải tiêu diệt
Tháng 9 năm 2015, vụ hổ vồ chết một nhân viên sở thú ở Ba Lan. Một nhân viên sở thú bị hổ Sumatra vồ chết sau khi cánh cửa ngăn ở vườn thú này không được đóng chặt. Vụ tấn công xảy ra khi nạn nhân tiến vào chuồng hổ để làm vệ sinh như thường lệ. Nạn nhân chết gần như ngay lập tức sau cú vồ của con hổ. Một đồng nghiệp may mắn thoát chết sau khi đóng cửa chuồng kịp thời.
Tháng 9 năm 2015, tại vườn thú Hamilton ở New Zealand xảy ra vụ một con hổ cắn chết nhân viên vườn thú, nhân viên chăm sóc trong vườn thú Hamilton, New Zealand bị con hổ Oz cắn chết. Nhiều người đòi vườn thú New Zealand thực hiện cái chết nhân đạo cho hổ Oz vì cắn chết nhân viên chăm sóc, nhưng vườn thú quyết bảo vệ nó. Con hổ cắn chết nhân viên vườn thú thoát án tử do các quan chức xác nhận rằng Oz đã hành động theo bản năng tự nhiên của nó.
Tháng 11 năm 2015, có vụ nữ khách say xỉn bị tấn công khi đột nhập chuồng hổ. Một con hổ trong vườn thú Henry Doorly, thuộc thành phố Omaha, bang Nebraska, Mỹ, đã cắn một người phụ nữ say xỉn khi cô đột nhập vào đây, trèo qua hàng rào an ninh của sở thú, và bị cắn khi đang cố gắng vuốt ve một con hổ. Nạn nhân đã phải nhập viện với nhiều vết thương nghiêm trọng trên tay, thậm chí có thể bị mất một vài phần của bàn tay. Chú hổ được cho là đã tấn công tên là Mai, 18 tuổi, chỉ có 3 chân và thuộc giống hổ Malay. Mai là một chú hổ rất hiền lành. Nó đã được con người nuôi nấng từ nhỏ nên khá thân thiện, nó luôn muốn được chăm sóc và chú ý.

### 2016
Tháng 4 năm 2016, vụ Hổ vườn thú nổi điên kéo nữ sinh vào chuồng tại vườn thú “Khu rừng cổ tích” ở Barnaul (Nga). Vụ việc xảy ra khi hai nữ sinh cố tình trèo rào đến gần chuồng hổ khiến nó nổi điên, túm lấy chân của một nữ sinh rồi kéo thật lực vào chuồng khiến bị thương nặng. Họ cố tình lẻn vào vườn thú, sau đó trèo rào tiến đến sát chuồng hổ và cho con hổ có tên Hoa Sen ăn thịt. Ngay lập tức Hoa Sen bất ngờ lao đến túm lấy chân của một nữ sinh rồi cố gắng kéo vào chuồng. Nhiều người đã lao đến đánh lạc hướng hổ rồi giải cứu. Do song sắt của chuồng hổ khá hẹp nên Hoa Sen chỉ có thể vồ được chân mà chưa kéo được vào chuồng. Nữ sinh phải nhập viện để điều trị vết thương nặng ở chân.
Tháng 7 năm 2016, vụ Nhân viên sở thú thiệt mạng vì bị hổ tấn công một nhân viên sở thú tại Benidorm, Tây Ban Nha (công viên thiên nhiên Terra Natura), nạn nhân đã bị một con hổ Bengal tấn công đến chết khi đang dọn dẹp chuồng. Một nữ nhân viên sở thú được tìm thấy đã chết trong khu chuồng nhốt của phân loài hổ Bengal, nữ nhân viên này có thể đã sơ ý để mở một cánh cửa trong khi đang làm vệ sinh chuồng nhốt loài hổ châu Á này, sự việc xảy ra khiến toàn bộ nhân viên cảm thấy sợ hãi.
Tháng 7 năm 2016, vụ nữ du khách bị hổ vồ chết tại công viên safari ở Trung Quốc (công viên động vật hoang dã Bát Đạt Lĩnh). Một phụ nữ thiệt mạng, một người khác bị thương nặng do hổ tấn công khi đang tham quan công viên động vật hoang dã ở Bắc Kinh. một nữ du khách vừa bước khỏi xe hơi sau khi cãi vã thì bị một con hổ Siberia tấn công, một phụ nữ khác đã nhảy khỏi xe để cứu bạn đồng hành. Tuy nhiên, cô gái thứ hai bị con hổ vồ lấy và kéo đi. Nữ du khách này sau đó tử vong, cô gái đầu tiên bị thương nặng và ngay lập tức được đưa đi cấp cứu.
Những người trên xe trong thảm kịch hổ vồ là một gia đình, bao gồm hai vợ chồng, đứa con trai nhỏ và mẹ của người phụ nữ. Người mẹ đã chết trong lúc cố cứu con gái khỏi bị hổ tấn công, người phụ nữ bị thương trong vụ hổ vồ đã được phẫu thuật. Khi người phụ nữ mở cửa xe, vòng sang phía bên kia ô tô. Một con hổ xuất hiện từ phía sau và lôi cô đi. Người lái xe đuổi theo con hổ và cả ba biến mất khỏi màn hình camera. Một lúc sau người đàn ông quay lại và cùng với người phụ nữ ở ghế sau. Người mẹ bị hổ vồ chết ngay tại hiện trường còn người phụ nữ bị thương nặng.
Tháng 9 năm 2016, tại khu chuồng nuôi của Công ty TNHH Bia Thái Bình Dương đóng ở phường Bình An (thị xã Dĩ An) ở Bình Dương, Việt Nam xảy ra vụ hổ cắn chết người. Khi vào chuồng nuôi cho hổ ăn, nhân viên 40 tuổi bị con hổ nặng 120 kg tấn công, cắn chết tại chỗ. Tại đây đã từng xảy ra vụ một con hổ xổng chuồng, chạy vào nhà dân kế bên nhưng không tấn công ai.

### 2017
Tháng 1 năm 2017, tại một rạp xiếc lưu động dừng bên đường thuộc Lạc Sơn (Tứ Xuyên, Trung Quốc) có vụ người đàn ông Trung Quốc bị cắn nhiều nhát sau khi cho tay vào chuồng để vuốt ve một con hổ Siberi của rạp xiếc Qilu International Circus lưu diễn, nạn nhân bị tấn công khi cho tay vào chuồng hổ để vuốt ve con vật. Các nhân viên đoàn xiếc phải dùng gậy để xua con hổ khi nó cố gắng cắn tay của nạn nhân. Tay nạn nhân bị thương nặng vì chịu nhiều vết cào và cắn, được nhân viên đoàn xiếc đưa tới bệnh viện sau đó và may mắn không bị đứt rời tay sau khi bị hổ cắn.
Vào tháng 1 năm 2017, tại vườn thú Ninh Ba Younger ở phía đông tỉnh Chiết Giang, Trung Quốc xảy ra vụ người đàn ông bị đàn hổ vồ đến chết trong vườn thú. Ba con hổ hợp sức vồ một người đàn ông đến chết trong khi vợ và những người con chứng kiến trong sự kinh hãi. Các nhân viên vườn thú vội vã giải cứu vị khách trèo vào chuồng hổ trong giờ ăn. Vị khách đau đớn quằn quại dưới nền đất khi những con hổ Bengal ra sức cào cắn cơ thể người đàn ông bằng hàm răng nhọn và bộ vuốt sắc, những con hổ xé rách quần áo của người đàn ông và thậm chí ngoạm đầu vị khách. Sau vài lần chạy trốn thất bại, ông bị một con hổ kéo vào rừng. Để xua đuổi đàn hổ, nhân viên vườn thú dùng cả pháo và súng phun nước nhưng nỗ lực của họ không đem lại kết quả. Họ buộc phải bắn chết một trong ba con hổ. Người đàn ông được đưa đến bệnh viện ngay lập tức nhưng đã chết do vết thương quá nặng. Nguyên nhân được xác định là do nạn nhân trèo qua 2 bức tường cao 3 mét để trốn vé, phớt lờ những dấu hiệu cảnh báo dọc theo hàng rào dây kẽm gai, trước khi leo qua bức tường 3 mét khác, rồi bị hổ tấn công.
Ngày 29 tháng 5 năm 2017, tại Vườn thú Hamerton, gần Huntingdon, hạt Cambridgeshire của miền trung nước Anh xảy ra vụ một bảo vệ vườn thú thiệt mạng vì hổ tấn công trong khu nuôi nhốt. Nhân viên cho thú ăn bất ngờ bị những con hổ trong chuồng bao vây và tấn công khiến nhân viên này tử vong ngay tại chỗ. Những người chứng kiến cho biết họ nghe thấy tiếng la hét và nhìn thấy các nhân viên sở thú cố gắng thu hút sự chú ý của bầy hổ bằng những miếng thịt. Tất cả mọi người đều hoảng loạn. Các nhân viên cứ liên tục chạy vào khu nuôi nhốt và ném các xô thịt để kiểm soát lũ hổ. Cùng lúc đó, các du khách đều nhanh chóng được sơ tán. Đây là sự việc chưa từng có tại vườn thú Huntingdon. Toàn bộ vườn thú Huntingdon đã phải đóng cửa sau khi sự việc xảy ra.
Tháng 7 năm 2017, tại xã Quảng Phú, huyện Thọ Xuân, tỉnh Thanh Hóa, Việt Nam, xảy ra tai nạn hi hữu khi bị hổ tấn công, cậu bé không may bị cào nát chân, theo lời kể cậu bé đi tổng kết năm học về trên đường có cùng với một bạn học rủ nhau vào trang trại nuôi hổ xem thì không may bị một con hổ cào vào chân. Khi bạn của cháu dìu về gọi mọi người, trong nhà chạy ra thì thấy chân cháu quấn áo, chiếc áo thấm đầy máu. Cởi chiếc áo ra thì thấy chân bóc hết da thịt ra rồi. Cậu bé sau được đi cấp cứu vì tình trạng cháu quá nặng, nếu muốn giữ được chân cho con phải chuyển lên tuyến trên
Vào ngày 19 tháng 8 năm 2017, tại nhà hát Liaohe, thành phố Dinh Khẩu, tỉnh Liêu Ninh, phía Đông Bắc Trung Quốc có vụ hổ tấn công huấn luyện viên xiếc ở Trung Quốc, một con hổ tên là Teddy hiện 8 tuổi và nặng 240 kg đột ngột tấn công huấn luyện viên sau khi liên tục trình diễn 3 buổi mỗi ngày trong 10 ngày liên tiếp.con hổ chồm lên người huấn luyện viên và kéo người này trong hàng rào hình tròn bảo vệ ở giữa sân khấu. Các khán giả chỉ cách sân khấu 2 m đã bị sốc bởi cuộc tấn công. Hai diễn viên xiếc khác lập tức chạy lại, đánh con hổ liên tục bằng gậy, ép nó phải thả người huấn luyện. Con hổ cuối cùng cũng chịu lùi lại và rời sân khấu sau nhiều nhát gậy.

## Biện pháp phòng ngừa
Nhiều biện pháp đã được thực hiện để ngăn chặn và giảm số vụ tấn công của hổ với thành công khá hạn chế. Ví dụ, vì hổ hầu như luôn tấn công từ phía sau, nên những chiếc mặt nạ hình mặt người bắt đầu được dân làng đeo phía sau đầu năm 1986 ở Sundarbans, vì theo lý thuyết hổ thường không tấn công nếu con mồi đã nhìn thấy nó trước. Điều này đã tạm thời làm giảm số vụ tấn công, nhưng chỉ trong một thời gian ngắn trước khi những con hổ phát hiện ra đó không phải là khuôn mặt thật của con người nên dân làng đã không còn đeo chúng để bảo vệ. Tất cả các biện pháp khác để ngăn chặn các cuộc tấn công của hổ, chẳng hạn như cung cấp cho hổ nhiều con mồi hơn bằng cách thả lợn nuôi nhốt vào vùng đệm của khu bảo tồn, hoặc đặt các hình nộm người bị nhiễm điện nhằm răn đe hổ để chúng hiểu rằng tấn công người có thể bị điện giật. Tuy nhiên, những giải pháp trên đều không mang lại hiệu quả và các cuộc tấn công của chúng vẫn tiếp tục. Do đó, nhiều biện pháp đã bị ngưng do thiếu thành công.
Khi chạm mặt với loài hổ trong tự nhiên thì cũng giống như nhiều loài mèo lớn khác, phải cố gắng giữ bình tĩnh và không được bỏ chạy vì điều đó sẽ khơi dậy bản năng đuổi giết của hổ. Ngoài ra, tránh nhìn thẳng vào mắt hổ vì điều đó có thể làm chúng hung dữ hơn, cũng như chớ dại tấn công con thú trước vì hổ sẽ đáp lại sự hung hãn của đối phương bằng một thái độ còn hung hãn hơn và với chúng tấn công là một cách tự vệ. Nếu con hổ chỉ đang tiến lại gần hơn mà chưa có dấu hiệu tấn công thì cố gắng đứng thẳng người, nhìn vào mặt nó một cách tự tin, giang hai cánh tay thật rộng và lùi lại chậm rãi, đồng thời la hét thật to và tạo nhiều tiếng ồn vì hổ rất sợ tiếng động lớn. Tránh giả chết vì hổ có thói quen ăn cả xác thối nếu có cơ hội. Ngoại trừ những con hổ đã từng ăn thịt người thì hổ hoang dã hầu như sẽ không tấn công người và sẽ cho phép con người tự rút lui. Nếu con hổ dừng lại, đừng chọc tức nó, từ từ di chuyển ra xa về một khoảng cách khuất tầm mắt của con vật, sau đó nhanh chóng tẩu thoát.
Dù là hổ hoang dã hay loài hổ nuôi nhốt sổng ra ngoài, hoặc ngay cả những con hổ già yếu trong tình trạng sức khỏe kém, đừng bao giờ nghĩ chúng thân thiện vì bản năng của loài mãnh thú này là săn mồi. Một khi đã quyết định tấn công đối phương, chúng sẽ không dừng lại. Vì vậy hãy tỏ ra hung hăng hơn, tạo nhiều tiếng ồn nhất có thể, dùng bất cứ thứ gì có thể giúp che chắn bản thân (đặc biệt là cổ) khỏi vuốt và hàm răng của chúng và cố gắng đánh trả lại con vật. Nên nhớ rằng, cơ hội tốt nhất để đuổi con hổ đi chính là tỏ ra hung hãn hơn chúng, khiến chúng hoảng sợ hoặc bị thương. Ngoài ra, trốn lên cây cũng là một phương án an toàn vì khác với loài báo, hổ không thể leo trèo tốt. Tuy nhiên, con người thông thường không di chuyển nhanh như hổ. Hổ có thể kéo người xuống trước khi họ trèo cây, và kỹ năng leo cây của nó vẫn nhanh và tốt hơn rất nhiều người.

## Trong văn hóa

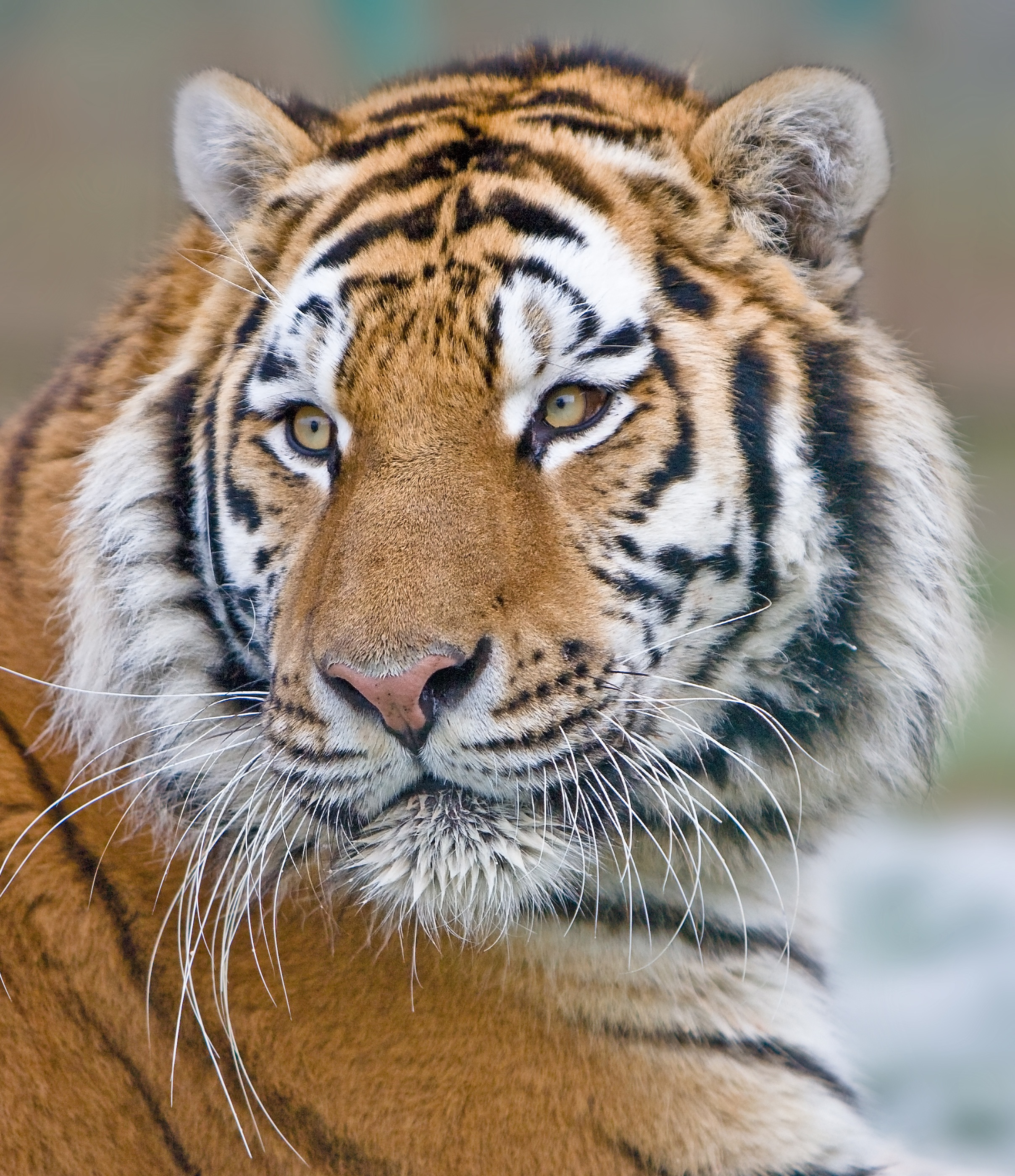
Hổ vồ người được phản ánh nhiều trong văn hóa đại chúng với nhiều câu chuyện

Hổ vồ người được đề cập đến trong văn hóa, trong văn học Trung Hoa, hổ xuất hiện trong nhiều tác phẩm kinh điển như Tây Du Ký (hổ đóng vai trò là những con yêu quái hại người), trong đó hổ xuất hiện và tấn công Đường Tam Tạng khi ông này chuẩn bị qua biên giới Đại Đường, sau đó được một người thợ săn ở biên giới giải cứu và giết chết con hổ. Lần thứ hai, con hổ tấn rình tấn công Đường Tam Tạng thì bị Tôn Ngộ Không từ trên không lao xuống dùng thiết bổng đánh chết, Ngộ Không đã lấy da con hổ để làm áo mặc và bộ da hổ này theo Tôn Ngộ Không suốt quá trình đi thỉnh kinh.
Tam Quốc Diễn nghĩa với việc làm nền cho những anh hùng xuất hiện, trong tác phẩm này có kể về một trận đánh của quân Thục với quân Nam Man trong đó, quân Nam Man đã dùng các loài dã thú, rắn rết trong đó có hổ để tấn công quân Thục. Trong tác phẩm Tam Quốc diễn nghĩa Hồi thứ 60, La Quán Trung có kể về chuyện viên tướng Mã Siêu ở Tây Lương đêm nằm mơ thấy một đàn hổ xé xác mình giữa trời tuyết, khi anh chàng này giật mình tỉnh giấc và kể lại câu chuyện cho Bàng Đức, ông này đã khẳng định đó là điểm chẳng lành, đúng lúc đó thì Mã Đại trở về cấp báo việc Mã Đằng, cha của Mã Siêu bị Tào Tháo giết hại cùng với hai người anh em là Mã Hưu và Mã Thiết.
Tác phẩm Thủy Hử với hình tượng trứ danh Võ Tòng đã hổ trên đồi Cảnh Dương ngoài ra hổ còn được mô tả qua việc ăn thịt mẹ của Lý Quỳ và ông này đã trả thù bằng cách tìm về hang cọp giết hổ báo thù cho mẹ của mình. Trong điển tích Võ Tòng đã hổ, câu chuyện cụ thể là khi Võ Tòng trên đường về quê thăm anh, khi đi ngang qua huyện Dương Cốc (nay là thành phố Liễu thành), ông ghé vào một tửu quán, bên ngoài ghi là "Uống 3 chén không nên qua đồi". Võ Tòng là một người mê rượu, thấy dòng chữ này rất khó chịu, hỏi tại sao thì chủ quán kể có chuyện con hổ thành tinh chuyên ăn thịt người trên đồi Cảnh Dương, ai uống quá say không nên đi qua đó. Võ Tòng nghe vậy rất phẫn nộ, uống một mạch hết rượu trong quán. Chiều hôm đó, ông đang trong cơn say, một mình cầm gậy lên đồi tìm Hổ. Sớm hôm sau gặp Hổ, ông cầm gậy vờn với mãnh thú tới tối. Đến lúc trời chạng vạng sáng, sau khi dùng nhiều mưu kế mà không được, ông vứt gậy, một tay nhận đầu hổ xuống đất, một tay đấm, con hổ bể đầu chết tươi.
Ở Việt Nam, nhà văn Tchya đã phản ánh hình tượng con hổ vào tiểu thuyết Thần Hổ xuất bản năm 1937, và Ai hát giữa rừng khuya vào năm 1942 của tác giả Vũ Ngọc Phan (1902-1987). Trong những tiểu thuyết này đã mô tả về Thần Hổ xuất thân từ những con hổ đã ăn thịt hơn trăm người, bị hổ vồ là có số, những kẻ bị giống mãnh thú ấy sơi đã có tên trong quyển sổ do thần Hổ giữ. Sự báo thù thật là ghê gớm tất cả con cháu họ Đèo khi đã sa vào nanh vuốt hổ, người nào cũng bị móc mất một mắt và cắn xé mất hạ bộ  Ở Nam Bộ, người ta cũng kể câu chuyện về việc bác Ba Phi từng đánh bại hổ dữ, theo đó, ở vùng rừng U Minh có con hổ đực rất khôn ngoan, nhiều người lạc chân trong rừng thường mất tích một cách bí ẩn mà người ta nghi bị nó ăn thịt, sau này khi nó bắt một người phụ nữ đang làm ruộng thì bác Ba Phi được mời tới để đánh hạ con hổ dữ này, một cuộc chiến quyết liệt đã xảy ra và bác Ba Phi đã đánh thắng con hổ.
Những chi tiết về con hổ cái Champawat huyền thoại và làm thế nào mà nó bị hạ sát có thể được tìm thấy trong cuốn sách Những kẻ ăn thịt người ở Kumaon (năm 1944), được viết bởi chính Jim Corbett. Tại thị trấn Champawat gần cầu Chataar và trên đường đến Lohaghat, người ta đã đặt một tấm bảng xi măng, đánh dấu nơi con hổ bị hạ sát. Tuy nhiên, vị trí chính xác nơi mà các con hổ đã bị giết bởi Jim Corbett là gần hơn với vị trí hiện tại của nhà máy thủy điện đó là từ tấm bảng này khoảng 1 km (0,62 dặm).